# Kristina Mladenovic
Kristina Mladenovic, detta Kiki (in serbo Кристина Младеновић?; Saint-Pol-sur-Mer, 14 maggio 1993), è una tennista francese di origine serba.
Nel circuito professionistico si è aggiudicata due titoli WTA in singolare, tra cui il Premier di San Pietroburgo nel 2017, raggiungendo in totale undici finali. Ha raggiunto la decima posizione, suo best ranking, il 23 ottobre dello stesso anno.
Ottima doppista, ha accumulato complessivamente nove titoli del Grande Slam, di cui sei nel doppio femminile e tre nel misto. Nel doppio femminile, ha vinto trenta titoli WTA su 46 finali disputate, tra i quali spiccano le quattro vittorie all'Open di Francia, le due vittorie all'Australian Open e le due vittorie consecutive delle WTA Finals. Il 10 giugno 2019, in seguito al secondo trionfo parigino in questa specialità, si è spinta fino alla posizione numero uno del ranking mondiale. In doppio misto ha trionfato a Wimbledon 2013, agli Australian Open 2014 e agli Australian Open 2022.

## Carriera

### Junior
Nel 2007 giocò con la connazionale e coetanea Amandine Hesse all'Open di Francia 2007 - Doppio ragazze senza superare il primo turno, proprio come accadde nel singolo. Nel corso del 2008 all'US Open 2008 - Singolare ragazze arrivò in semifinale venendo sconfitta da Coco Vandeweghe, l'anno dopo ha partecipato all'Australian Open 2009 - Doppio ragazze in coppia con la rumena Elena Bogdan terminando ai quarti di finale.
Vinse l'Open di Francia 2009 - Singolare ragazze battendo in finale con un punteggio di 6–3, 6–2 Dar'ja Gavrilova, mentre al torneo di Wimbledon 2009 - Singolare ragazze arrivò in finale venendo sconfitta da Noppawan Lertcheewakarn (6-3, 3-6, 1-6). Stessa sorte le toccò al doppio dove la Lertcheewakarn con Sally Peers vinsero in finale con un punteggio di 6-1, 6-1 la Mladenovic che giocò in coppia con Silvia Njirić.

### 2011-2013: semifinale agli US Open e finale al Roland Garros in doppio misto
Nel 2011 raggiunge, per la prima volta, una finale WTA a Copenaghen in coppia con Katarzyna Piter.
Nel 2012 inizia a frequentare con maggiore continuità il circuito maggiore WTA, ottenendo soprattutto in doppio risultati di rilievo, come il terzo turno agli Australian Open in coppia con Petra Martić, le semifinali di Doha in coppia con la Jans-Ignacik, e, sempre in coppia con la polacca, la vittoria a Montreal superando in finale Petrova e Srebotnik. In singolare conquista le prime vittorie in carriera in un torneo Slam agli US Open dove, ammessa con una wild card, elimina Eraković e Pavlyučenkova prima di perdere al terzo turno contro Marion Bartoli. Sempre in Canada, a Quebec City conquista il mese dopo il secondo titolo in doppio, stavolta in coppia con la tedesca Maria, riuscendo a spingersi, partendo dalle qualificazioni, fino alla semifinale anche in singolare. A novembre fa bottino pieno nel WTA 125s di Taipei conquistando sia il titolo in singolare (batte in finale la Kai-chen Chang) che in doppio (in coppia con Hao-ching Chang). Chiude l'anno per la prima volta tra le prime cento sia in doppio (28ª) che in singolare (76ª).

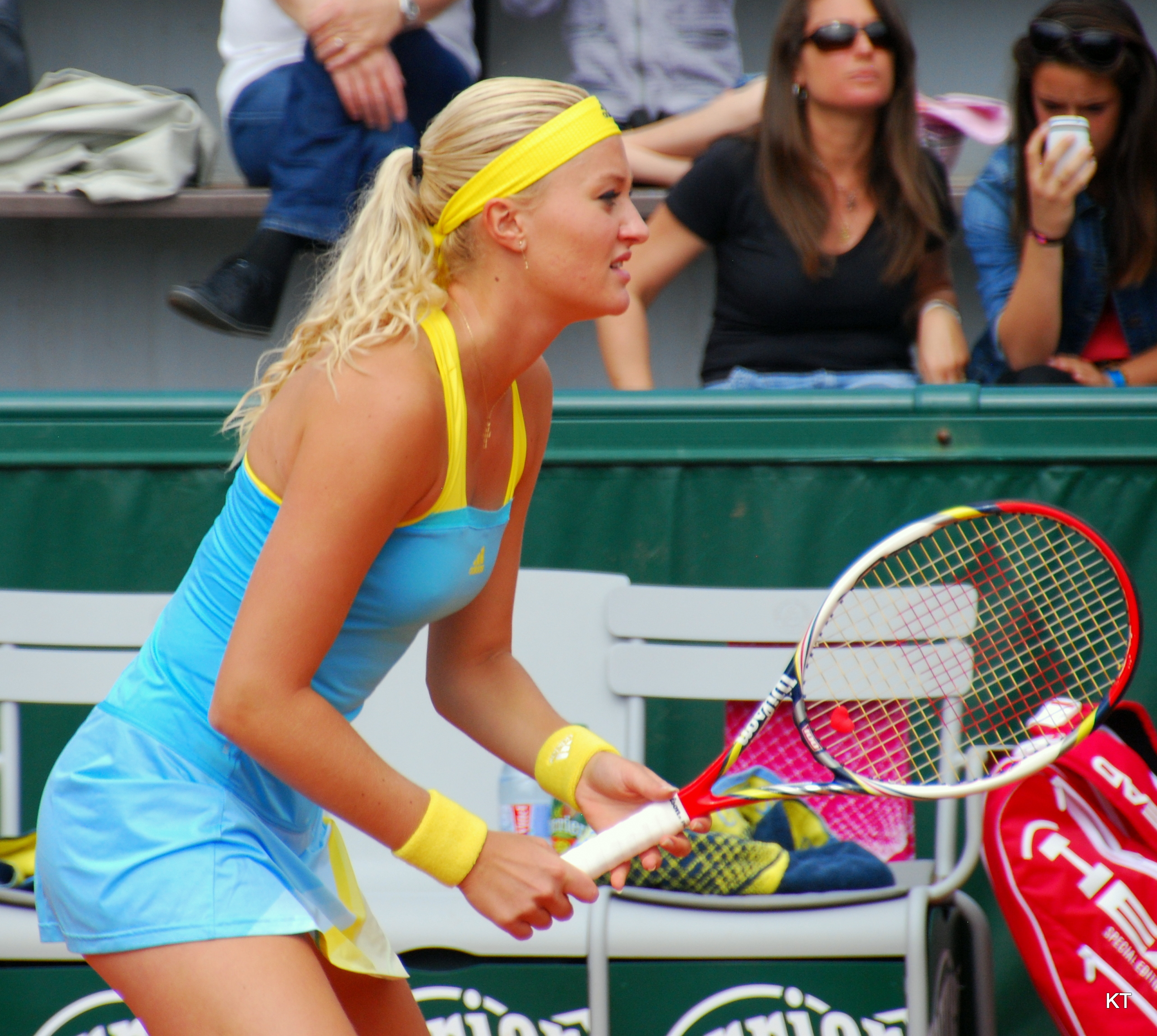
Krisitina nel 2013

Nel 2013 inizia subito con un buon risultato in singolare a Parigi dove raggiunge la semifinale battendo nei quarti la numero sette del mondo Kvitová e perdendo poi con la futura vincitrice del torneo Barthel. In febbraio si impone in doppio a Memphis in coppia con Galina Voskoboeva, poi si spinge di nuovo fino alla semifinale in singolare a Florianapolis, dove era settima testa di serie, quando viene sconfitta dalla Niculescu. Il quinto titolo WTA in doppio arriva a Charleston dove, in coppia con la Šafářová, supera in finale le numero uno del tabellone, Hlaváčková e Huber. In primavera prima arriva in finale, con Petra Martić, a Marrakech, poi conquista il terzo titolo in stagione a Oeiras di nuovo in coppia con Hao-ching Chang.
Per la prima volta arriva fino ai quarti in uno Slam, sempre in doppio, a Parigi con la Voskoboeva, arrestandosi solo di fronte alle future vincitrici del torneo Makarova - Vesnina; nello stesso torneo raggiunge la finale nel doppio misto in coppia con il canadese Daniel Nestor, con il quale conferma il duo anche a Wimbledon: il 7 luglio 2013, battono in finale 5-7, 6-2, 8-6 il brasiliano Bruno Soares e la statunitense Lisa Raymond, conquistando il titolo; si tratta della prima vittoria di una francese dopo il successo di Mary Pierce nel 2005.
In estate si impone, ancora in doppio, a Palermo, insieme alla polacca Piter, mentre, agli US Open, ottiene il miglior risultato ancora nel doppio misto in coppia con Nestor, raggiungendo la semifinale. L'ultimo titolo dell'anno arriva in ottobre ad Osaka dove, con Flavia Pennetta, superano in finale Stosur e Zhang. Il buon andamento della stagione è confermato dal miglioramento in classifica sia in singolare, dove raggiunge la posizione 56, che in doppio, dove chiude l'anno al diciottesimo posto mondiale.

### 2014: vittoria agli Australian Open in doppio misto e finale a Wimbledon in doppio

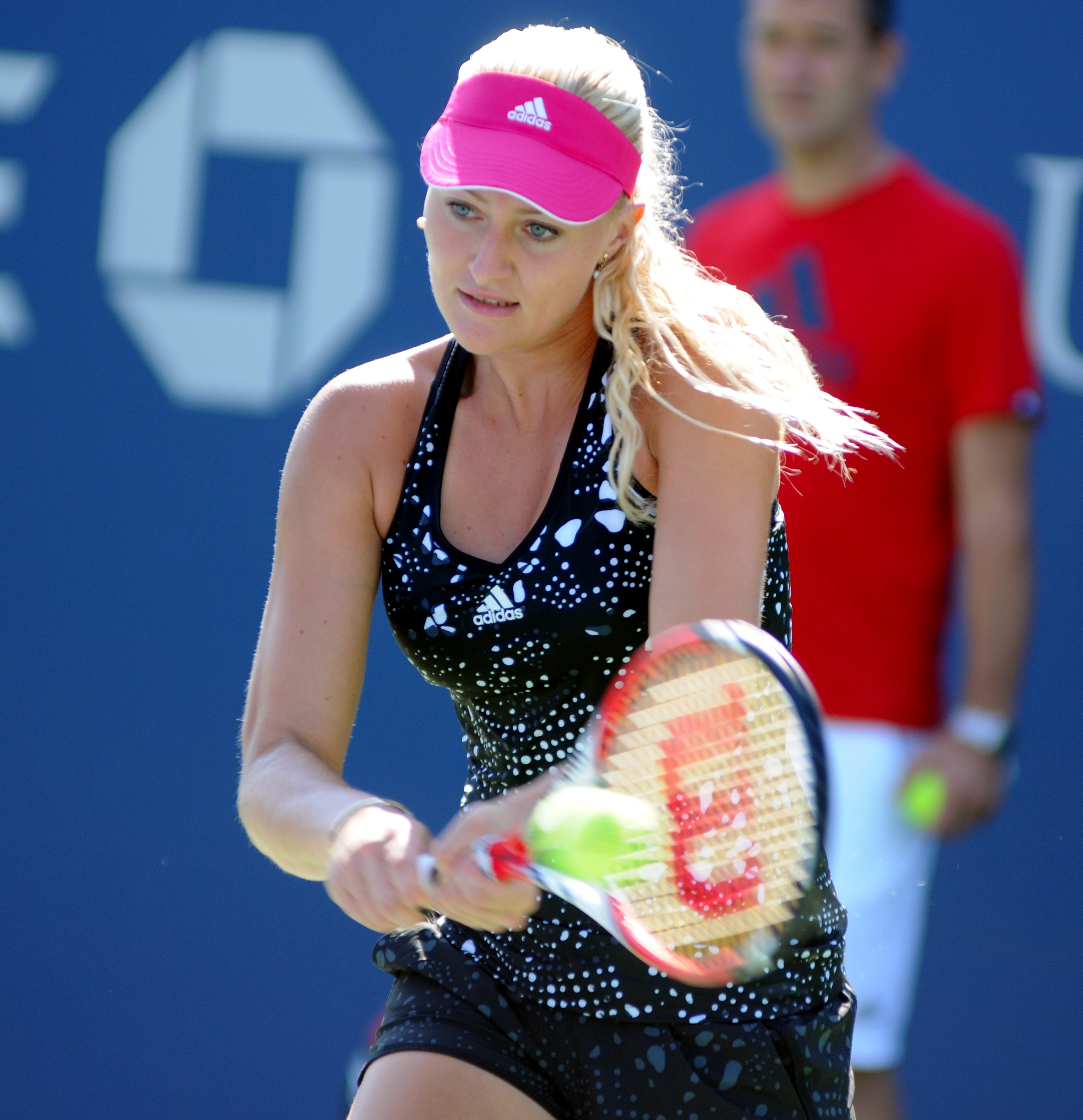
Kristina nel 2014

Nel 2014, in coppia con Daniel Nestor, ottiene il suo secondo titolo slam, il primo Australian Open, del doppio misto con la vittoria per 6-3 6-2 sul duo Mirza/Tecau. Sempre in apertura di stagione conquista l'accesso in finale sia a Brisbane (con la Voskoboeva) che a Parigi (con Timea Babos) ma in entrambe le occasioni perde l'occasione di arricchire il proprio palmares, rimediando ad Acapulco, ancora con Voskoboeva, dove conquista il nono trofeo di doppio in carriera. I mesi successivi sono piuttosto avari di risultati: solo a giugno torna a disputarsi una finale, ancora in doppio, sull'erba di 's-Hertogenbosch dove, in coppia con la Krajicek, non riesce a superare il duo Parra Santonja-Eraković. A Wimbledon 2014, nel doppio, raggiunge la finale giocando di nuovo con l'ungherese Babos, ma nell'atto finale vengono battute dalle italiane Errani - Vinci; non riesce a confermare il titolo di doppio misto, spingendosi comunque, sempre con Nestor, fino alla semifinale.
Il primo importante risultato in singolare arriva invece a Istanbul dove elimina Mayr-Achleitner, la numero tre del torneo Koukalová e Schiavone prima di arrendersi in semifinale alla ex numero uno del mondo Wozniacki per 2-6, 3-6; di rilievo anche i due quarti di finale consecutivi conquistati a Baku e Washington in luglio, preludio alla quinta finale stagionale in doppio conquistata a Cincinnati, sempre insieme alla Babos; dopo essersi prese una rivincita nei confronti di Errani e Vinci nei quarti, sono costrette al ritiro nel secondo set della finale. A novembre raggiunge di nuovo una doppia finale in un WTA 125s a Limoges ma viene sconfitta in finale sia in singolare, da Tereza Smitková, che, ancora con la Babos, in doppio. Per la prima volta dopo cinque anni di continui miglioramenti, chiude dunque l'anno con una posizione peggiore rispetto alla stagione precedente, scendendo in singolare all'ottantunesimo posto del ranking, mentre riesce a mantenersi tra le prime venti del mondo in doppio.

### 2015: quarti di finale all'US Open

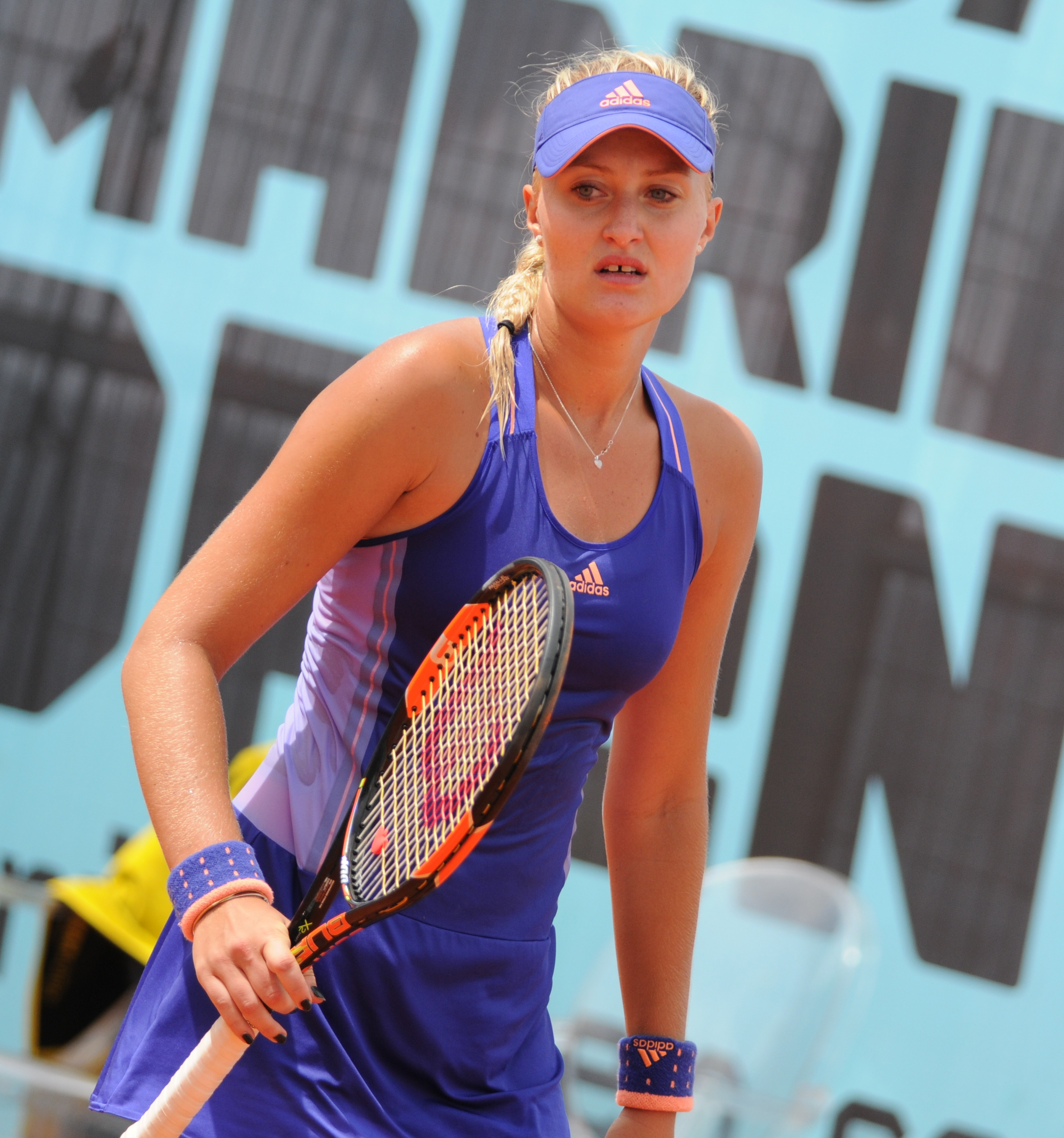
Kristina a Madrid nel 2015

Agli Australian Open esce al secondo turno sia in singolare che in doppio, ma riesce a raggiungere per la seconda volta consecutiva la finale nel doppio misto: Mladenovic e Nestor non riescono però a confermare il titolo del 2014 cedendo in finale a Martina Hingis e Leander Paes.
A quasi un anno dall'ultimo successo, si impone sempre in coppia con Babos, a Dubai battendo in finale Muguruza e Suárez Navarro. In singolare raggiunge per la prima volta i quarti a Monterrey, dove viene estromessa dalla numero uno del tabellone Ivanović e in seguito supera due turni anche a Key Biscane, dove raggiunge la semifinale in doppio. Come nel 2013 gioca un buon torneo a Marrakech: in singolare perde in semifinale al cospetto della compagna di doppio Babos, insieme alla quale però si aggiudica il trofeo di doppio. Anche a Roma la coppia franco magiara riesce ad imporsi, stavolta avendo la meglio sul duo numero uno del torneo, Hingis - Mirza per 6-4, 6-3.
Nel maggio 2015 accede alla prima finale WTA International della carriera, a Strasburgo dove viene battuta da Samantha Stosur per 6-3 2-6 3-6; poi ottiene per la prima volta in carriera due vittorie nello Slam di casa, superando a Parigi Bouchard e Kovinic. Buone anche le prestazioni sull'erba, con i quarti di 's-Hertogenbosche la semifinale di Birmingham, che precedono le prime due vittorie in carriera in singolare a Wimbledon (contro Dulgheru e Ostapenko) e la semifinale in doppio, poi persa contro Makarova e Vesnina. Per la prima volta in coppia con Belinda Bencic si impone a Washington per poi mettere a segno la migliore prestazione in carriera in uno Slam: agli Us Open infatti riesce a battere Kuznecova, Jovanovski, Kasatkina e Makarova arrivando a disputare i suoi primi quarti di finale Slam contro Roberta Vinci dalla quale viene però eliminata in tre set. Grazie ai buoni risultati ottenuti nei 17 tornei giocati insieme, partecipa insieme alla Babos alle WTA Finals di Singapore dove però ottengono solo una vittoria nei tre incontri del girone rosso. Al termine della stagione la tennista francese può vantare la ventinovesima posizione nel ranking di singolare e la nona in quello di doppio.

### 2016: 1º Roland Garros, finale agli US Open, quattro tornei WTA stagionali e Top 3 in doppio

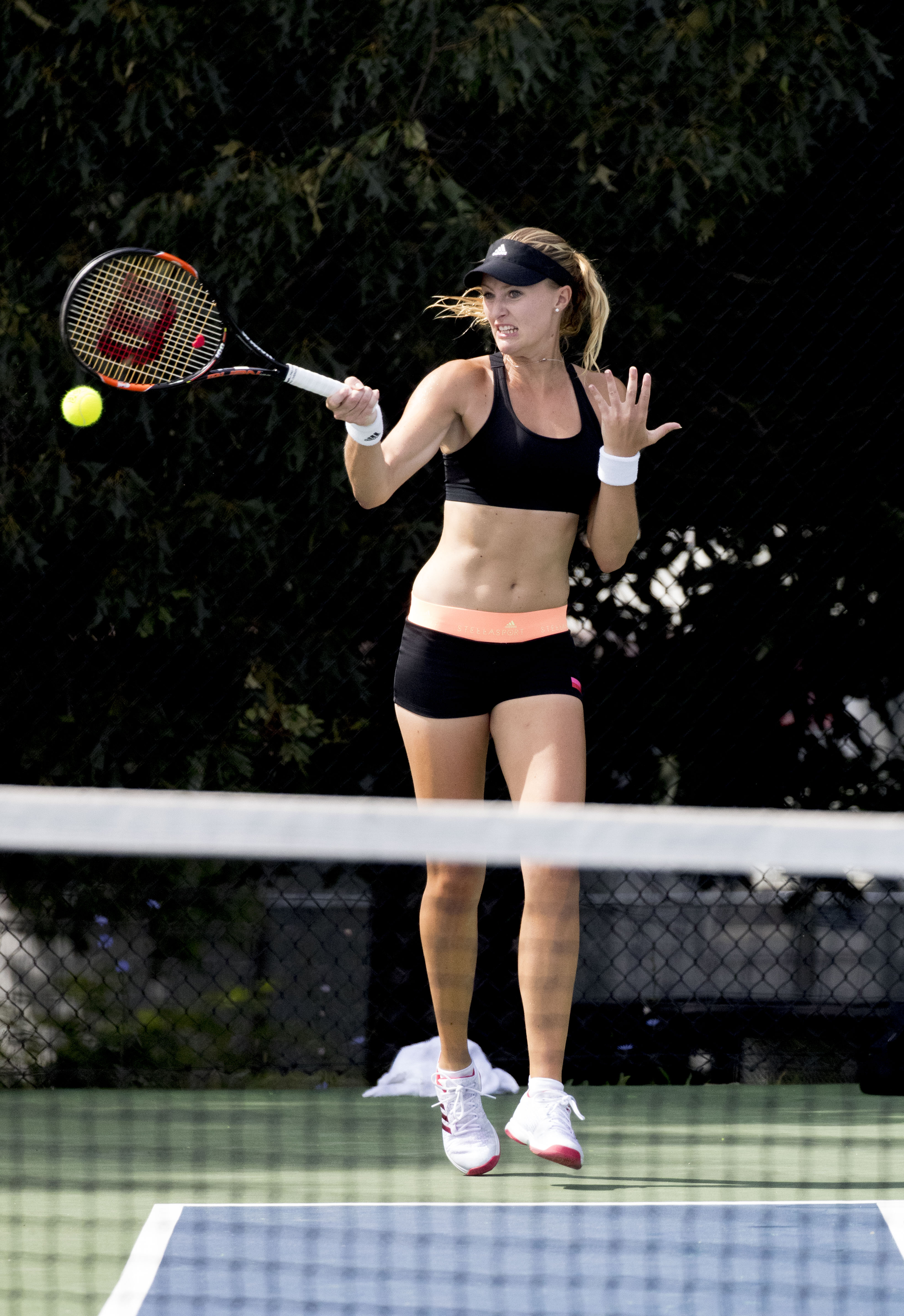
Kristina in allenamento a Washington nel 2016

Inizia l'anno malamente perdendo dalla connazionale Alizé Cornet nel primo turno per 3-6 4-6. A Sydney perde nuovamente da una francese, stavolta per mano di Caroline Garcia per 6-7 4-6. In doppio, invece, raggiunge la finale in coppia proprio con la Garcia. Non riescono a conquistare il titolo venendo fermata dalla coppia Hingis/Mirza per 6-1 5-7 5-10. Nell'Australian Open migliora il risultato raggiungendo il terzo turno venendo sconfitta da Dar'ja Gavrilova per 4-6 6-4 9-11. A San Pietroburgo viene sconfitta al terzo set da Laura Siegemund. Nel torneo di Dubai estromette Lesja Curenko, per poi arrendersi contro Coco Vandeweghe per 5-7 6-3 4-6. In coppia con la Garcia raggiunge la finale, ma vengono nuovamente sconfitte con un doppio 4-6. In Qatar, agli Indians Wells e a Miami viene estromessa al primo turno rispettivamente da Barbora Strýcová, Julija Putinceva e Nicole Gibbs; mentre a Charleston sconfigge Tatjana Maria per 6-4 6-3, ma viene rimontata a sorpresa da Mirjana Lučić-Baroni per 6-7 nel terzo set. In doppio, invece, si aggiudica il torneo in coppia con Garcia. A Stoccarda viene fermata da Andrea Petković in due set nel primo turno; mentre in doppio, lei e Garcia, si rifanno sulla coppia Hingis/Mirza per 2-6 6-1 10-6 in finale. Nel masters di Madrid viene eliminata nuovamente dalla Lučić-Baroni per 2-6 3-6, ma in doppio si aggiudica il torneo battendo nuovamente Hingis/Mirza (6-4 6-4). A Roma viene estromessa nettamente nel primo turno da Jeļena Ostapenko con un risultato di 3-6 1-6. Nel torneo di Stasburgo raggiunge la semifinale venendo nuovamente dalla croata Lučić-Baroni, stavolta con un risultato ancora più netto: 1-6 1-6.
Nell'Open di Francia raggiunge il terzo turno venendo sconfitta dalla n° 1 del mondo e campionessa in carica, Serena Williams, per 4-6 6-7. Tuttavia, in doppio ottiene grandi risultati vincendo il suo primo Slam. In finale, in coppia con Garcia, si impone sulla coppia russa Makarova/Vesnina per 6-3 2-6 6-4. Traguardo possibile grazie alle vittorie sulle coppie: Beck/Wickmayer (6-4 6-2), Parmentier/Johansson (6-1 4-6 6-2), Friedsam/Siegemund (6-3 6-2), Larsson/Bertens (7-5 6-3) e Kuznecova/Gasparjan (6-4 4-6 6-3). In doppio misto, invece, in coppia con Pierre-Hugues Herbert raggiunge la semifinale. Raggiunge la finale al Ricoh Open,dove perde contro Coco Vandeweghe per 7-5 7-5. Per la Mladenovic si tratta della prima finale in stagione e della terza sconfitta su quattro nell'atto finale di un torneo WTA. A Maiorca viene sconfitta con un doppio 4-6 per mano di Sabine Lisicki. Nel torneo di Eastbourne si spinge fino ai quarti di finale venendo sconfitta in tre set da Mónica Puig. Nemmeno a Wimbledon fa meglio, venendo sconfitta per 3-6 3-6 da Aljaksandra Sasnovič nel primo turno. Nel torneo della capitale americana, Washington, raggiunge i quarti di finale venendo rimontata da Yanina Wickmayer (6-4 3-6 4-6). Anche a Toronto esce di scena, ma stavolta al primo turno e da Alla Kudrjavceva, per 6-7 6-1 3-6.
Rappresenta la Francia alle Olimpiadi di Rio dove non trova soddisfazioni in quanto raggiunge il secondo turno nel singolare venendo eliminata in un match molto complesso da Madison Keys per 5-7 7-5 6-7; in doppio, in coppia con la Garcia, viene sconfitta al primo turno e anche nel doppio misto, in coppia con Herbert.
Non ottiene risultati di grande rilievo nemmeno a Cincinnati e in Connecticut, raggiungendo solamente il secondo turno nel primo torneo. Non riesce a ripetere il terzo turno agli US Open venendo sconfitta per 6-7 nel terzo contro Anastasija Pavljučenkova. Per quanto riguarda il doppio, raggiunge la finale venendo poi rimontata dalla coppia Mattek-Sands/Šafářová per 6-2 6-7 4-6. Durante il torneo sconfiggono: Ōsaka/Nara con un doppio 6-3, Rogers/Broady per 6-3 6-1, Hozumi/Katō per 6-2 6-3, Strýcová/Mirza per 7-6 6-1 e Vandeweghe/Hingis per 6-3 6-4. Nel torneo coreano viene eliminata a sorpresa nel secondo turno per mano di Sara Sorribes Tormo (6-1 2-6 4-6). A Wuhan e Pechino non ottiene grandi risultati, centrando un secondo turno. Kiki raggiunge un'altra finale ad Hong Kong, battendo in sequenza Dalila Jakupovič (7–6(6) 6-1), Nao Hibino (7–6(5) 6-2), Bethanie Mattek-Sands (3-6 6-3 7–6(3)) e Dar'ja Gavrilova (7-5 6-3). Nell'ultimo atto viene superata da Caroline Wozniacki, che si impone per 6-1 6(4)–7 6-2. Nella Kremlim Cup viene sconfitta nel secondo turno da Tímea Babos per 1-6 4-6. Nel torneo solamente in doppio, il Masters femminile, raggiunge la semifinale dove viene sconfitta di nuovo dalla coppia Mattek-Sand/Šafářová, stavolta per 3-6 5-7.
Chiude la stagione alla posizione numero 42 in singolare e alla numero 2 in doppio.

### 2017, l'anno migliore in singolare: vittoria di un Premier, quarti di finale al Roland Garros e Top 10

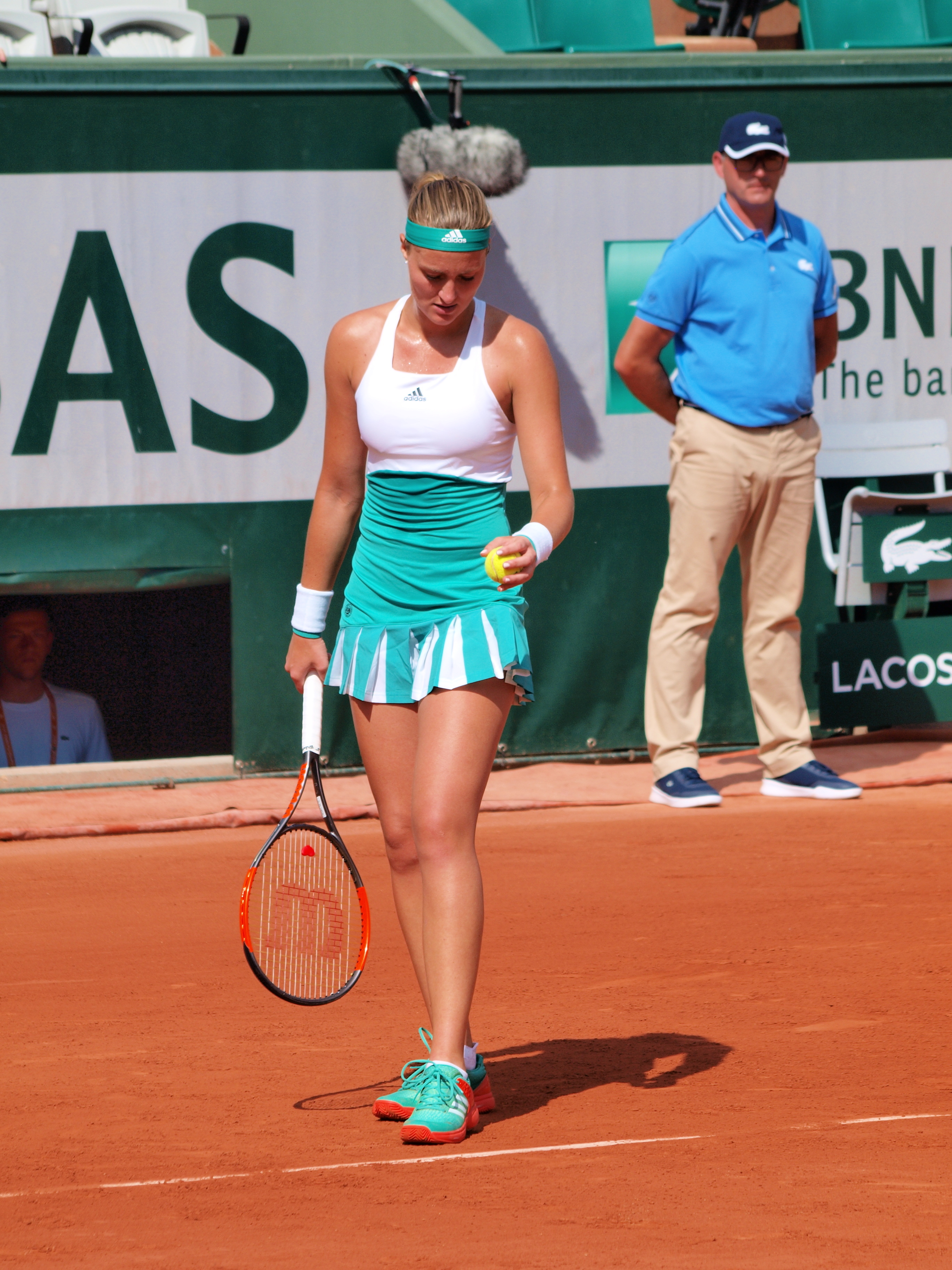
Kristina nell'Open di Francia 2017

Nel 2017 vince il primo titolo Premier della carriera a San Pietroburgo. In tale circostanza batte Elise Mertens (7–6(5) 6-4), Venus Williams (testa di serie numero 4, 6-3 6-1), Roberta Vinci (testa di serie numero 6, 6-1 6-4), Natalia Vyklyantseva (4-6 6-2 6-2) mentre nell'ultimo atto s'impone su Julia Putinceva per 6-2 6(3)–7 6-4.
Nel mese successivo, la transalpina trova la seconda finale stagionale ad Acapulco, torneo nel quale è seconda testa di serie. Mladenovic, nel corso del torneo, batte: Varvara Lepchenko (6-2 6-3), Heather Watson (7–6(4) 6(5)–7 7-5, in 3 ore e 34 minuti), Kirsten Flipkens (6-4 6-3) e Christina McHale per 7-5 4-6 6-2. Nell'ultimo atto si arrende all'ucraina Lesja Curenko con lo score di 6-1 7-5.
A Marzo raggiunge per la prima volta in carriera la semifinale in un Premier Mandatory a Indian Wells, dove, accreditata della ventottesima testa di serie, gode di un bye al primo turno; al suo debutto supera la tedesca Beck (6-0, 7-5) e incontra poi Simona Halep, numero 4 del mondo nei confronti riesce ad imporsi con un convincente doppio 6-3. Eliminata la testa di serie più alta della sua fetta di tabellone, supera negli ottavi l'americana Davis, sempre con un doppio 6-3 e incontra nei quarti la numero tredici del torneo, Caroline Wozniacki, già vincitrice del torneo nel 2011, che non aveva mai superato nei tre precedenti diretti. Anche in questo caso la danese parte bene vincendo 6-3 il primo set; il secondo parziale rimette in corsa la francese che si aggiudica il tie-break per poi gestire con autorevolezza il set decisivo, che si aggiudica con il punteggio di 6-2: con questo risultato la Mladenovic si assicura l'ingresso nelle prime venti giocatrici del ranking mondiale. La semifinale la vede opposta a quella che sarà poi la vincitrice del torneo, Elena Vesnina: la russa guida il match fin dall'inizio (partendo con un impressionante parziale di 5-0) innervosendo l'avversaria che non riesce mai a completare i tentativi di rimonta e cede per 6-3, 6-4.
Dopo la modesta partecipazione a Miami (secondo turno in singolare e quarti in doppio) e aver regalato due punti decisivi alla sua nazionale di Fed Cup nello spareggio per la permanenza nel Gruppo Mondiale contro la Spagna, torna a mettersi in luce a Stoccarda: nel primo turno batte agevolmente la Lučić-Baroni per incontrare poi le numero uno del tabellone, nonché vincitrice delle due ultime edizioni del torneo, Angelique Kerber: di nuovo un'avversaria mai sconfitta in carriera. Il primo set vede la francese primeggiare in sicurezza fino al 6-2 finale; nel secondo la numero due del mondo strappa il servizio ma Mladenovic riesce a mantenere sotto pressione l'avversaria fino al sorpasso e al definitivo 7-5. Nei quarti domina la Suárez-Navarro per 6-2, 6-4. La semifinale la vede opposta a Marija Šarapova, al rientro dopo il periodo di squalifica per doping. Nel primo set la russa si impone in maniera perentoria per 6-3, ma nel secondo il gioco si mantiene in equilibrio fino all'undicesimo game quando Mladenovic annulla tre palle break per poi strappare il servizio all'avversaria per il decisivo 7-5. Dopo alcuni giochi in equilibrio Mladenovic prima allunga nel sesto gioco, poi allunga fino al 5-3 e servizio, poi subisce una parziale riscossa della russa che va a servire per il 5 pari: è qui che Mladenovic, al termine di un gioco lottatissimo, riesce a trovare il guizzo decisivo e a conquistare la terza finale in meno di tre mesi. L'avversaria è la tedesca Laura Siegemund, entrata in tabellone grazie ad una wild card e capace nel suo percorso di eliminare due aspiranti numero uno: Karolína Plíšková e Simona Halep. La tedesca approfitta di una prestazione di Mladenovic deludente in tutti i fondamentali e si impone 6-1; nel secondo parziale il match vede le sfidanti a ruoli invertiti: è Mladenovic a guidare senza particolari flessioni fino al 6-2. Il parziale decisivo è invece equilibrato, nonostante il break che la tedesca si aggiudica prima di andare a servire per il titolo. La tensione (e una penalità) riportano in equilibrio il set e soltanto un avvincente tie break consegna il trofeo a Siegemund.

Kristina insieme alla vincitrice Simona Halep (a sinistra) del Madrid nel 2017

Dopo la terra indoor, è la volta della terra rossa di Madrid: Kiki è testa di serie numero 14 e debutta perdendo un set contro Konjuh; la croata è però costretta al ritiro nel terzo set; nel secondo turno risolve solo al tie break del terzo set la partita contro Laureen Davis, prima di liquidare con un perentorio 6-2, 6-1 la connazionale qualificata Océane Dodin. Nei quarti incontro la wild card Cîrstea e la supera con un doppio 6-4; la semifinale incontra la sua compagna di doppio Kuznecova e la supera per 6-4, 7–6(4). È di nuovo finale per Mladenovic, la prima di così alto livello (Premier Mandatory), la quarta del 2017: l'avversaria è la campionessa uscente Simona Halep. Mladenovic si porta avanti 5-3 nel primo set ma subisce il perentorio rientro della rumena, che si impone 7-5; l'equilibrio del secondo set si risolve a favore della francese nel tie-break, nonostante l'insorgere di problemi alla schiena, che risulteranno però determinanti nel set decisivo che Halep si aggiudica per 6-2.

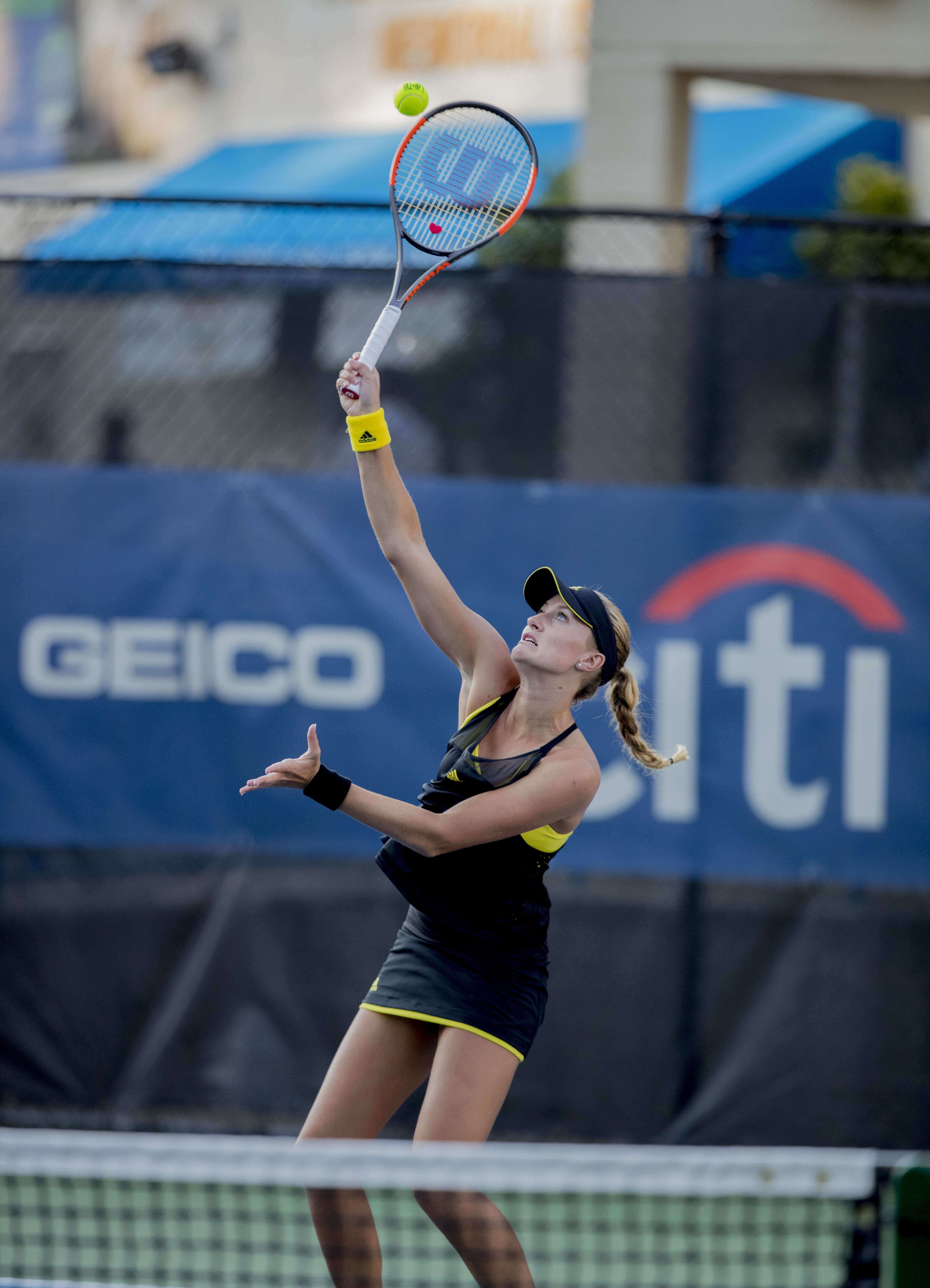
Kristina a Washington nel 2017

Ma la buona stagione continua a Parigi: nonostante un inizio decisamente in salita (al primo turno perde il primo set e supera Brady solo 9-7 al terzo), Mladenovic prosegue lo slam di casa superando Errani (6-2, 6-3) e Rogers (7-5, 4-6, 8-6) raggiungendo per la prima volta gli ottavi, dove elimina a sorpresa Muguruza, campionessa uscente, in un match pieno di rovesciamenti di fronte (6-1, 3-6, 6-3 i parziali). Riporta così una francese ai quarti di Finale del Roland Garros sei anni dopo la Bartoli; l'avversaria è la svizzera Timea Bacsinszky, testa di serie numero otto. L'incontro è pesantemente condizionato dalle condizioni meteorologiche: prima il vento infastidisce entrambe le atlete, poi la pioggia che fa sospendere il gioco per due volte nel secondo set. A patire di più le difficili condizioni ambientali è Mladenovic, che sente ovviamente anche la pressione del torneo di casa, nervosa al punto di arrivare alle lacrime durante gli ultimi giochi. L'esito (6-4, 6-4 per la svizzera) non le è favorevole ma per la francese questo è il secondo quarto di finale in uno Slam e le consente di ritoccare ancora il best ranking toccando la tredicesima posizione mondiale. Posizione che verrà ancora ritoccata di un posto la settimana successiva, dopo i quarti raggiunti a 's-Hertogenbosch. Sull'erba raggiunge i quarti anche a Birmingham e il terzo turno Eastbourne mentre a Wimbledon si ferma al secondo turno, confermando però i quarti di finale in doppio del 2016, sempre in coppia con la Kuznecova. In occasione dello Slam inglese si lamenta dello stato del campo, causa di una caduta con alcune conseguenze al ginocchio. L'ultima parte della stagione è invece la più difficile, anche per il persistere dei problemi legati a quell'infortunio: dopo il primo turno superato a Washington contro Tatjana Maria, subisce nove sconfitte consecutive, compresa quella agli US Open; nello slam americano raggiunge il terzo turno in doppio, specialità nella quale non giocherà nei seguenti tornei asiatici proprio per limitare lo sforzo fisico e cercare di non affaticare l'articolazione.
A fine 2017 la Mladenovic è undicesima in singolare e ventiseiesima in doppio.

### 2018: scarsi risultati in singolare; ritorno in Top 3, vittoria agli Australian Open e alle WTA Finals in doppio
Inizia la stagione partecipando come testa di serie numero 6 a Brisbane, ma viene sconfitta in rimonta da Aljaksandra Sasnovič per 6-1 3-6 5-7. Non fa meglio a Sydney dove si ritira contro Ellen Perez nel primo turno sul punteggio di 4-6 2-4 in favore all'australiana. Partecipa come undicesima testa di serie all'Australian Open dove viene estromessa da Ana Bogdan in due facili set (3-6 2-6) al primo turno. Tuttavia, ritorna a vincere in doppio dopo quasi due anni dall'ultimo torneo vinto. In coppia con Tímea Babos si aggiudica lo Slam avendo la meglio in finale sulla coppia russa Makarova/Vesnina per 6-4 6-3. Durante lo Slam sconfiggono in ordine: Dzalamidze/Knoll per 7-5 6-3; Parra Santonja/Arruabarrena Vecino per 3-6 6-3 6-4; Stojanović/Golubic per 7-5 6-2; Sestini Hlaváčková/Chan per 6-4 0-6 7-6 e Shuai/Su-wei per 6-4 6-2. Raggiunge una finale a quasi un anno di distanza a San Pietroburgo eliminando in ordine, dopo aver usufruito di un bye: Dominika Cibulková con un doppio 6-4, Kateřina Siniaková per 6-4 6-3 e Dar'ja Kasatkina per 3-6 6-3 6-2. In finale è costretta ad arrendersi a Petra Kvitová con un netto 1-6 2-6. In Qatar si sbarazza di Peng Shuai, per perdere a sorpresa con un doppio 3-6 contro Anna Blinkova. In doppio raggiunge i quarti di finale insieme alla Babos. Nel torneo di Dubai viene fermata al primo turno da Naomi Ōsaka per 2-6 2-6. Ad Acapulco raggiunge i quarti di finale dopo avere sconfitto Amandine Hesse per 6-2 6-2 e Beatriz Haddad Maia in rimonta per 3-6 6-3 7-5. Viene poi sconfitta nettamente da Lesja Curenko con un doppio 2-6. Nei masters di Indians Wells e Miami non va oltre il secondo raggiunto nel primo. Raggiunge la semifinale in coppia con Babos negli Indians Wells. Qui incontrano nuovamente le russe Makarova/Vesnina le quali si rifanno con il punteggio di 4-6 2-6. A Lugano si ritira nel primo turno contro Tamara Korpatsch sotto di 6(5)–7 2-3. Nel torneo di Stoccarda non ripete la finale raggiunta l'anno precedente venendo sconfitta in un match molto complesso da Anett Kontaveit, la quale si impone in rimonta per 7-5 6(3)–7 6(5)–7. A Madrid si ferma al terzo turno venendo estromessa da Marija Šarapova per 3-6 4-6. Insieme alla Babos raggiunge la finale che la vede opposte nuovamente a Makarova/Vesnina, le quali hanno la meglio nel super tie-break per 8-10. Negli Internazionale d'Italia si ritira contro Anastasija Sevastova sotto di 3-6 0-3.

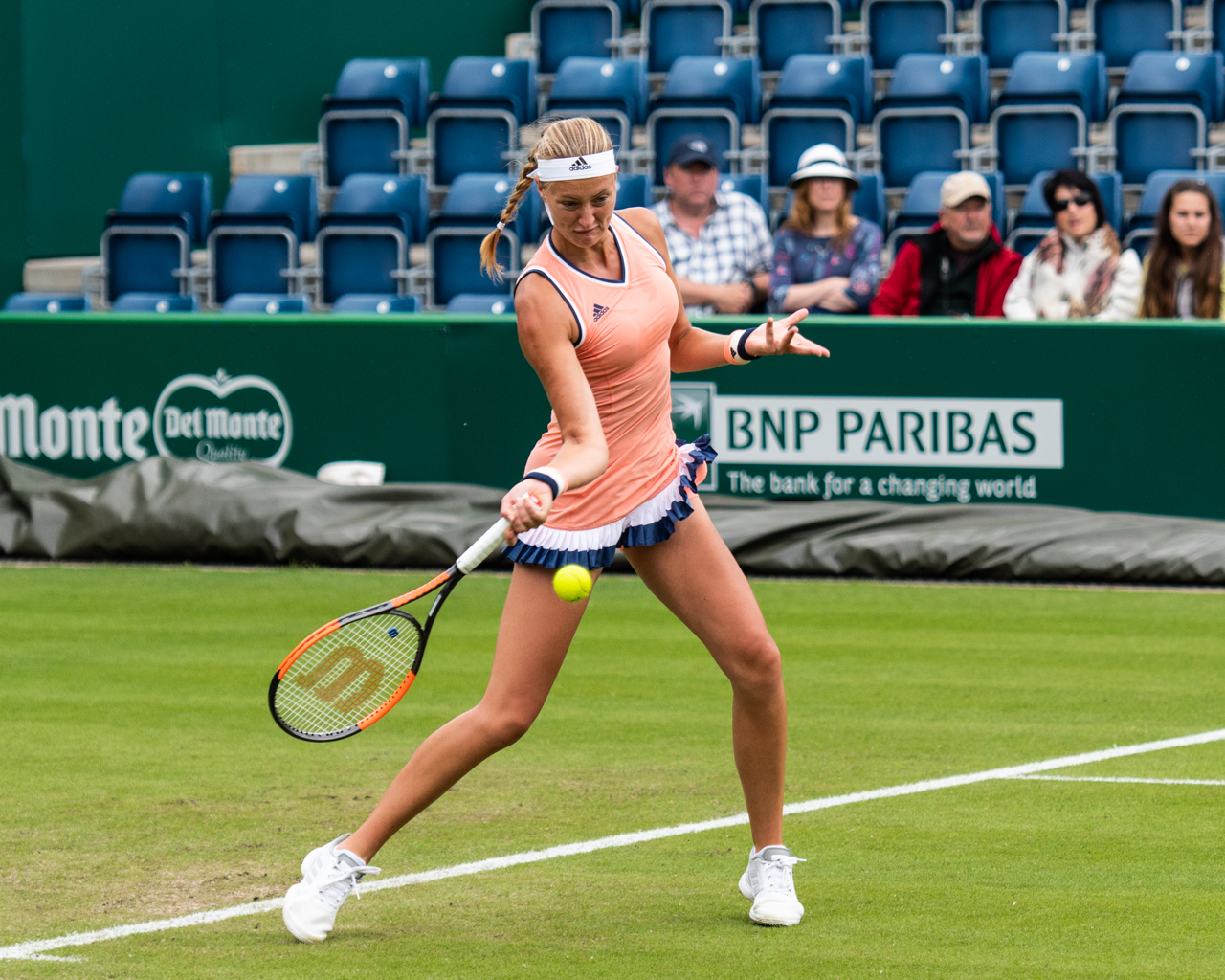
Kristina a Birmingham nel 2018

Prende parte all'Open di Francia dove incontra Andrea Petković, che si impone per 6(10)–7 2-6. In doppio si spinge fino ai quarti di finale dove viene sconfitta dalle giapponesi Hozumi/Ninomiya per 6(4)–7 3-6. Nemmeno in doppio misto, in coppia con Alexis Musialek, ha più fortuna dove vengono eliminati nel secondo turno dagli olandesi Schuurs/Middelkoop per 4-6 5-7. Gli scarsi risultati in singolare continuano anche sul suolo britannico a Birmingham. Raggiunge il secondo turno venendo estromessa da Magdaléna Rybáriková (6-3 2-6 1-6). Si aggiudica il titolo in doppio con la Babos estromettendo in finale la coppia formata da Mertens/Schuurs per 4-6 6-3 10-8. A Eastbourne estromette in tre set Heather Watson, ma viene fermata poi da Ashleigh Barty per 3-6 2-6. Nello Slam di Wimbledon raggiunge il terzo turno sbarazzandosi di Anna Karolína Schmiedlová e Tatjana Maria, prima di essere fermata dalla futura finalista Serena Williams, per 5-7 6(2)–7. In coppia con la Babos raggiunge i quarti dove sono costretta ad arrendersi alla coppia Spears/Rosolska per 6(4)–7 3-6. Nel torneo di San Jose viene sconfitta dalla compagna di doppio, Timea Babos, per 4-6 2-6. Nel torneo di Montreal viene sconfitta da Viktoryja Azaranka la quale le lascia un solo game (0-6 1-6). A Cincinnati raggiunge il terzo turno dopo aver usufruito del ritiro di Julia Görges (6-4 3-2 per la francese) e dopo aver eliminato in maniera convincente Viktória Kužmová per 6-3 6-0. Viene poi estromessa da Petra Kvitová, testa di serie numero 8, per 4-6 2-6. Nel torneo di New Haven viene eliminata al primo turno da Aljaksandra Sasnovič per 6(6)–7 7–6(3) 2-6.
Prende parte all'ultimo Slam della stagione, l'US Open. In singolare non brilla raggiungendo solamente il secondo turno venendo fermata da Carla Suárez Navarro con il risultato di 1-6 6-4 4-6. In doppio, invece, si impone insieme alla Babos sulle coppie: Van Uytvanck/Flipkens per 6-4 7-5, Santamaria/Gibbs per 6-0 6-2, Kops-Jones/Grönefeld per 6-3 6-4, Hradecká/Makarova per 7-6 6-2 e Stosur/Zhang per 6-4 7-6. Raggiungono, così, la finale dello Slam dove vengono sconfigge in rimonta in un match complesso dalla coppia Barty/Vandeweghe, le quali si impongono per 6-3 6(2)–7 6(6)–7. Disputa i tornei di Tokyo, Wuhan e Pechino senza andare oltre il primo turno sconfitta da: Anett Kontaveit (3-6 6(5)–7), Kateřina Siniaková (6(4)–7 2-6) e Angelique Kerber (2-6 2-6). Nel torneo di Linz raggiunge i quarti di finale dopo aver estromesso Harriet Dart e Tímea Babos, per poi venire eliminata da Andrea Petković. A Mosca si impone su Anna Kalinskaja, prima di cedere nuovamente alla Kontaveit. Si riscatta in doppio, dove, in coppia con Galina Voskoboeva, raggiunge la semifinale. Prende parte al Masters di fine anno, le WTA Finals in doppio, dove è seconda testa di serie insieme alla Babos. Dopo essersi imposte su Dabrowski/Xu per 6-0 6-2 e su Barty/Vandeweghe per 6(5)–7, 6-3, [10-8] (match in cui erano sotto di 1-6 nel tie-break decisivo), conquistano il titolo superando nell'atto finale Siniaková/Krejčíková, principali favorite, per 6-4, 7-5.
La serbo-francese termina il 2018 alla posizione numero 43 in singolare, mentre si issa al terzo posto in doppio.

### 2019, l'anno migliore in doppio: numero uno del mondo, 2º Roland Garros e 2º WTA Finals; discreti successi in singolare e prima Fed Cup
Inizia malamente la stagione venendo sconfitta all'esordio da Destanee Aiava a Brisbane per 3-6 6(2)–7. Non fa meglio a Sydney dove, dopo un match lottato, viene eliminata da Kimberly Birrell per 6(5)–7 6-3 6(8)–7. Agli Australian Open esce al primo turno contro Donna Vekić, che si impone in due facili sets. Nonostante ciò, raggiunge la finale in doppio con la compagna Tímea Babos per il secondo anno consecutivo; vengono sconfitte da Zhang Shuai/Samantha Stosur, sorpresa del torneo, per 3-6 4-6. Di conseguenza, non possono ripetere il successo dell'anno precedente. Prende parte al torneo di S. Pietroburgo non andando oltre il primo turno, in quanto cede a Jeļena Ostapenko (1-6 6-0 0-6). Partecipa al torneo di Dubai dove si impone su Fatma Al-Nabhani con un severo 6-1 6-1 e su Naomi Ōsaka, numero uno del mondo, per 6-3 6-3. Ciò segna la sua vittoria più importante in carriera. Successivamente, viene sconfitta da Carla Suárez Navarro per 5-7 5-7, dopo essere stata in vantaggio per 5-1 nel primo set e con la possibilità di chiudere il primo parziale con il proprio servizio.
Vola negli States dove esce di scena al primo turno nel Challenger di Indian Wells per mano di Timea Bacsinszky (3-6 4-6 3-6), mentre nel Premier Mandatory di Indian Wells viene facilmente fermata al secondo turno dalla Ōsaka. Non fa meglio a Miami, dove subisce un doppio 6-3 da Wang Yafan. Nel torneo di Monterrey raggiunge i quarti di finale grazie alle vittorie su Beatriz Haddad Maia per 6-4 1-6 7–6(5) e su Gréta Arn per 6-0 6-2, prima di venire sconfitta dalla futura vincitrice, Garbiñe Muguruza, che ha la meglio con il punteggio di 6-1 7–6(5).
Inaugura la stagione sulla terra rossa a Istanbul con i quarti di finale in singolare e la vittoria del titolo in doppio. In singolo si sbarazza delle ucraine Dajana Jastrems'ka (6-3 6-4) e Kateryna Kozlova (6-1 6-2), per poi perdere la maratona contro Petra Martić, futura campionessa, con il punteggio di 7–6(4) 4-6 7–6(2) in favore alla croata. Tuttavia, in coppia con la Babos si aggiudica il torneo lasciando solamente un game alla coppia Guarachi/Santamaria nell'atto finale; precedentemente si erano imposte su: Özgen/Büyükakçay per 6-2 6-4, Mitu/Panova per 6-7 6-3 [10-6] e su Voráčová/Lister con un doppio 6-2. Si presenta al Masters di Madrid dove, superate le qualificazioni, estromette agevolmente Barbora Strýcová, prima di subire la sconfitta da parte di Petra Kvitová, n° 2 del ranking WTA. In Italia, invece, si spinge fino ai quarti di finale, dove supera tra le altre la top ten Ashleigh Barty, arrendendosi in rimonta a Maria Sakkarī (7-5 3-6 0-6). Disputa lo Slam francese, dove al primo turno ha la meglio sulla connazionale Fiona Ferro per 6-3 7-6, prima di perdere nuovamente contro la Martić, stavolta con un punteggio più netto: 2-6 1-6. Nonostante ciò, in coppia con la Babos si aggiudica il secondo Roland Garros in carriera a distanza di tre anni dall'ultimo trionfo. Durante la corsa al titolo hanno la meglio sulle seguenti coppie: Wang/Jiang con un doppio 6-2; Cornet/Martić per 7-5 6-1; Siegemund/Friedsam per 4-6 6-3 6-3; Stosur/Zhang, teste di serie numero cinque, per 3-6 6-1 7-6; Mertens/Sabalenka, seste teste di serie, per 6-2 6-1 e, in finale, Duan/Zheng per 6-2 6-3. In seguito a questo successo, si issa al vertice della classifica mondiale per la prima volta in carriera.
Inizia la stagione sull'erba a Nottingham. Qui si impone su Magdalena Fręch per 7-5 6-2 e su Astra Sharma per 6-1 7-5, per poi venire fermata dalla futura finalista, Donna Vekić, che la estromette con il punteggio di 7-5 6-4. Nel torneo di Birmingham esce di scena all'esordio per mano di Evgenija Rodina (2-6 6-2 4-6). A Wimbledon non ripete il terzo turno dell'anno precedente, in quanto viene sconfitta in due sets da Petra Kvitová, numero sei del ranking WTA. Si rifà in doppio, raggiungendo con la tennista ungherese la semifinale. Dopo aver estromesso le coppie statunitensi Sanchez/Pegula per 6-4 3-6 6-2 e Riske/Brady con un doppio 6-2, usufruiscono del ritiro di Cornet/Martić e riescono ad eliminare Melichar/Peschke in rimonta per 2-6 6-2 9-7; in finale, cedono in due sets alle future campionesse, Su-wei/Strýcová.
In preparazione allo US Open, gioca a Washington (quarti di finale, sconfitta da Anna Kalinskaja in tre sets), Toronto (sconfitta nettamente al primo turno da Jennifer Brady) e Cincinnati (sconfitta all'esordio da Magda Linette in due sets). Agli US Open non fa meglio, in quanto, dopo aver avuto la meglio sulla campionessa dell'edizione 2016, Angelique Kerber, cede a sorpresa alla connazionale Fiona Ferro. In coppia con la Babos si ferma ai quarti di finale, non riuscendo ad eguagliare la finale dell'anno precedente, a causa della rimonta inflitta dalle future finaliste, Barty/Azaranka.
Prende parte al torneo di Zhengzhou, nuovo nella categoria Premier, spingendosi fino alla semifinale, dove cede per la terza volta in stagione alla Martić (0-6 3-6); precedentemente si era imposta su: Duan Yingying per 6-2 6-3, Caroline Garcia per 7-5 6-2 e su Elina Svitolina, n° 6 della classifica mondiale, per 6-4 4-6 6-3. Per la francese di origini serbe si tratta della prima semifinale dopo un anno e mezzo. Successivamente, viene estromessa nettamente dalla croata Petra Martić, che si sbarazza di Kiki per 6-0 6-3. Prende parte al torneo di Osaka, ma cede malamente a Misaki Doi nel primo turno, mentre a Wuhan perde nuovamente contro la Martić, stavolta con un doppio 6-2. Nell'ultimo Premier Mandatory della stagione si impone su Danielle Collins per 6-3 6-2, prima di venire eliminata dalla top 10 Petra Kvitová. In coppia con Babos non ottiene particolari successi, poiché vengono fermate dalla coppia nipponica Shibahara/Aoyama nei quarti di finale. Nonostante questa piccola parentesi negativa, si rifà a Linz e a Mosca. Infatti, Mladenovic raggiunge i quarti di finale in Austria estromettendo Kateřina Siniaková (6-1 7-5) e la quarta testa di serie Donna Vekić (3-6 6-1 6-2), prima di perdere contro Ekaterina Aleksandrova, n° 8 del seeding, in due sets. Fa meglio nel Premier russo, in quanto eliminando in tre sets: Julija Putinceva, Anastasija Sevastova e Kiki Bertens (privandola della possibilità di partecipare alle WTA Finals, a causa della prematura sconfitta), si spinge fino alla seconda semifinale della stagione, dove verrà fermata da Belinda Bencic (3-6 4-6), numero dieci del mondo e in corsa per il Masters di fine anno. Raggiunge Babos a Shenzhen per la WTA Finals, dove trionferà per il secondo anno consecutivo insieme all'ungherese, eguagliando il record della coppia Cara Black/Liezel Huber (2007-2008). Infatti, in finale spazzeranno via la coppia formata da Barbora Strýcová e Hsieh Su-wei con il punteggio di 6-1 6-3. Tale trionfo le permette di chiudere la stagione al secondo posto della classifica mondiale in doppio, dietro la ceca Strýcová. Successivamente, disputa la seconda finale di Fed Cup in carriera con la Francia. Stavolta l'esito è positivo, poiché Mladenovic porta i tre punti necessari alla vittoria battendo in singolare Ashleigh Barty (2-6 6-4 7–6(1)) e Ajla Tomljanović (6-1 6-1), mentre in coppia con Caroline Garcia si sbarazza del duo Barty/Stosur. Per concludere l'anno, disputa il torneo ITF negli Emirati Arabi arrivando in semifinale, dove verrà sconfitta dall'ucraina Daria Snigur per 3-6 6(6)–7. 

### 2020: doppietta in doppio, trionfo a Melbourne e a Parigi
Apre l'anno giocando le qualificazioni per il torneo di Brisbane ma senza successo, poiché viene fermata nel secondo turno da Ljudmila Samsonova. Insieme ad Ajla Tomljanović, invece, si impone su Kudermetova/Riske per 6-0 6-1 e su Plíšková/Vekić per 6-2 6-4, per poi ritirarsi prima di scendere in campo per il match valido per la semifinale contro Ashleigh Barty e Kiki Bertens. Disputa gli Australian Open, venendo sconfitta all'esordio dalla n° 2 del mondo, Karolína Plíšková, la quale ha la meglio per 6-1 7-5. Tuttavia, ritorna a giocare in coppia con Babos aggiudicandosi il primo Slam stagionale, trattasi il secondo trionfo a Melbourne dopo il 2018. Nella corsa al titolo, la coppia franco-ungherese si sbarazza di: Raluca Olaru/Jakupovič per 7-5 6-3; Görges/Barty per 7-5 6-4; Sasnovič/Kužmová, teste di serie numero quindici, per 7–6(4) 6-3; Gauff/McNally per 6-2 6-4; Chan/Chan, teste di serie numero sette, per 7-5 6-2; Su-wei/Strýcová, coppia numero uno del mondo, per 6-2 6-1. Si ripresenta in singolare a San Pietroburgo, ma non va oltre il primo turno eliminata in due sets da Alison Van Uytvanck. A Dubai è costretta a giocare le qualificazioni; le supera agevolmente piegando Jasmine Paolini, Dar'ja Kasatkina e Polona Hercog. All'esordio si impone con decisione su Aljaksandra Sasnovič (6-4 6-3), prima di cedere sul campo centrale nuovamente a Karolína Plíšková, la quale le lascia tre games. Nel Premier 5 di Doha viene sconfitta in tre parziali da Veronika Kudermetova (6(6)–7 6-0 3-6). Insieme a Babos, raggiunge la semifinale sconfitte a sorpresa da Jeļena Ostapenko/Gabriela Dabrowski, con il punteggio di 6-4 1-6 [10-7]. Quest'ultima sconfitta, le costerà la perdita del primo posto in classifica WTA, infatti scivola alla terza posizione. Gareggia nel torneo di Lione, superando in rimonta la connazionale Chloé Paquet per 1-6 6-2 6-4; tuttavia, viene fermata dalla futura finalista Anna-Lena Friedsam con un doppio 3-6. Per quanto riguarda la classifica, rimane stabile alla 42ª posizione del ranking. In seguito, non disputa alcun torneo a causa della cancellazione dei tornei del Sunshine Double per la COVID-19.
Dopo la lunga pausa dovuta alla pandemia, la francese riprende a giocare in quel di Palermo, dove perde al primo turno dalla russa Aleksandrova (7-5 1-6 0-6). Va poi a giocare in America i tornei sul cemento: al Cincinnati Open (giocato in via straordinaria a New York) ottiene la prima vittoria dal rientro eliminando Anastasija Sevastova per 6-3 6-4 ma al secondo turno viene fermata da Elise Mertens, testa di serie numero 14, per 1-6 7-6(5) 3-6. Partecipa, rimanendo a New York, allo US Open, dove è accreditata della testa di serie numero 30; al primo turno si impone sulla wild card di casa Hailey Baptiste per 7-5 6-2. Al secondo turno affronta la russa Varvara Gracheva, numero 102 del mondo: la francese sembra avviarsi a un comodo successo, dopo aver vinto per 6-1 il primo set ed essersi portata avanti di due break nel secondo set, fino ad assestarsi sul 6-1 5-2 40-0 al servizio. In maniera del tutto inaspettata, Mladenovic finisce per perdere il secondo set e, alla fine, anche l'incontro, lasciando strada a Gracheva che vince per 1-6 7-6(2) 6-0.
La francese si presenta al Roland Garros, dove esce di scena già al primo turno contro Laura Siegemund. Anche in questa partita, Mladenovic spreca un vantaggio di 5-1 nel primo set e le viene annullato un set-point a causa di una contestatissima decisione arbitrale. In doppio, Kiki si riscatta, giungendo in finale, per la terza volta in carriera, assieme alla sua storica partner Timea Babos. Nell'ultimo atto, il duo franco-ungherese ottiene il terzo titolo slam nella città parigina sconfiggendo la coppia Guarachi/Krawczyk per 6-4 7-5. Per Mladenovic è il quinto trionfo slam, per la coppia il quarto. 

### 2021
Mladenovic inizia l'anno al WTA 500 di Abu Dhabi, dove cede all'esordio a Garbine Muguruza per 2-6 4-6. Allo Yarra Valley Classic viene sconfitta subito da Pegula (4-6 1-6). Agli Australian Open, la francese riesce a raggiungere il terzo turno 5 anni dopo la prima volta, battendo Sakkari (n°20 del seeding) e Hibino. Nella circostanza, perde nuovamente da Jessica Pegula in due parziali (2-6 1-6). Dopo un primo turno ad Adelaide, trova a Lione il primo quarto di finale del 2021 eliminando Buzarnescu (5-7 7-5 6-2) e Gasparjan (6-4 6-2); tra le ultime otto, viene estromessa da Paula Badosa. A Dubai, per la terza volta nella stagione, viene superata da Pegula (1-6 2-6) al secondo turno. Successivamente, colleziona tre sconfitte all'esordio tra San Pietroburgo, Miami e Charleston. A Istanbul ritrova il successo battendo Barbara Haas (6-4 6-3) per poi cedere a Siniaková in tre set. A Madrid passa le qualificazioni ma, al primo turno, si arrende a Belinda Bencic (4-6 2-6). A Roma si ferma al secondo turno delle qualificazioni ma viene poi ripescata come lucky loser: al primo round, si vendica su Bencic (6-3 6-4), centrando la prima vittoria su una top-10 in stagione. Al secondo turno, perde da Petra Martić. Nel chiudere la stagione su terra, ottiene il primo turno a Belgrado e il secondo al Roland Garros. Sull'erba, coglie il miglior risultato a Nottingham dove, dopo il bye in quanto 7° testa di serie, batte in tre parziali Kurumi Nara e Caty McNally, approdando al secondo quarto di finale in stagione. Nella circostanza, viene superata da Zhang Shuai al tie-break del terzo set. Prende poi parte al torneo olimpico di Tokyo, dove cede al primo turno alla spagnola Badosa. Lo swing su cemento americano regala a Mladenovic il terzo quarto stagionale a Chicago, dove si arrende nettamente a Elina Svitolina (1-6 0-6). In settembre, coglie a Portorose un altro quarto WTA, eliminando Nina Rasidic (4-6 6-1 6-2) e Ana Konjuh (6-0 6-4); tuttavia, nuovamente non riesce a raggiungere le semifinali, venendo sconfitta tra le ultime otto da Alison Riske (4-6 1-6). A fine anno ottiene buoni risultati nei WTA '125', nei quali centra due quarti e una finale a Seoul, persa da Lin Zhu. A causa della stagione negativa (senza nemmeno una semifinale WTA) Mladenovic precipita nel ranking, chiudendo al 92º posto del ranking mondiale. Non chiudeva così in basso a fine anno dal 2011.
In doppio, come miglior risultato stagionale, ottiene la prestigiosa finale di Roma assieme a Markéta Vondroušová: le due non riescono a portare a casa il titolo, cedendo a Olmos/Fichman al super tiebreak.

### 2022 - terzo titolo slam nel doppio misto e sesto slam in doppio
Kiki inizia l'anno all'Australian Open, dove incassa una sconfitta all'esordio contro Belinda Bencic (4-6 3-6).
In doppio, Kiki riesce a vincere il suo quarto Open di Francia, il secondo assieme a Caroline Garcia; le due, da wild-card, hanno ottenuto il titolo sconfiggendo in finale le americane Gauff/Pegula per 2-6 6-3 6-2, tornando a vincere uno slam assieme sei anni dopo la prima volta; per Kiki è il 27º titolo di specialità, il sesto a livello major.
Nel doppio misto, assieme a Ivan Dodig, Mladenovic vince l'Australian Open, battendo in finale i padroni di casa Fourlis/Kubler per 6-3 6-4. Per la francese è il terzo titolo nella specialità, il secondo in Australia dopo quello colto nel 2014.

## Vita privata
Da inizio 2017 al 2019 è stata legata sentimentalmente al tennista austriaco Dominic Thiem.

## Statistiche WTA

### Singolare

#### Vittorie (1)
| Legenda               | Legenda      |
| --------------------- | ------------ |
| Grande Slam (0)       |              |
| Ori Olimpici (0)      |              |
| WTA Finals (0)        |              |
| WTA Elite Trophy (0)  |              |
| Dal 2009 al 2020      | Dal 2021     |
| Premier Mandatory (0) | WTA 1000 (0) |
| Premier 5 (0)         | WTA 1000 (0) |
| Premier (1)           | WTA 500 (0)  |
| International (0)     | WTA 250 (0)  |

| N. | Data            | Torneo                                        | Superficie  | Avversaria in finale | Punteggio        |
| 1. | 5 febbraio 2017 | St. Petersburg Ladies Trophy, San Pietroburgo | Cemento (i) | Julija Putinceva     | 6-2, 6(3)-7, 6-4 |

#### Sconfitte (7)
| Legenda               | Legenda      |
| --------------------- | ------------ |
| Grande Slam (0)       |              |
| Argenti Olimpici (0)  |              |
| WTA Finals (0)        |              |
| WTA Elite Trophy (0)  |              |
| Dal 2009 al 2020      | Dal 2021     |
| Premier Mandatory (1) | WTA 1000 (0) |
| Premier 5 (0)         | WTA 1000 (0) |
| Premier (2)           | WTA 500 (0)  |
| International (4)     | WTA 250 (0)  |

| N. | Data            | Torneo                                        | Superficie      | Avversaria in finale | Punteggio        |
| 1. | 23 maggio 2015  | Internationaux de Strasbourg, Strasburgo      | Terra rossa     | Samantha Stosur      | 6-3, 2-6, 3-6    |
| 2. | 12 giugno 2016  | Ricoh Open, S'Hertogenbosch                   | Erba            | Coco Vandeweghe      | 5-7, 5-7         |
| 3. | 16 ottobre 2016 | Hong Kong Open, Hong Kong                     | Cemento         | Caroline Wozniacki   | 1-6, 7-6(4), 2-6 |
| 4. | 4 marzo 2017    | Abierto Mexicano Telcel, Acapulco             | Cemento         | Lesja Curenko        | 1-6, 5-7         |
| 5. | 30 aprile 2017  | Porsche Tennis Grand Prix, Stoccarda          | Terra rossa (i) | Laura Siegemund      | 1-6, 6-2, 6(5)-7 |
| 6. | 13 maggio 2017  | Madrid Open, Madrid                           | Terra rossa     | Simona Halep         | 5-7, 7-6(5), 2-6 |
| 7. | 4 febbraio 2018 | St. Petersburg Ladies Trophy, San Pietroburgo | Cemento (i)     | Petra Kvitová        | 1-6, 2-6         |

### Doppio

#### Vittorie (28)
| Legenda               | Legenda      |
| --------------------- | ------------ |
| Grande Slam (6)       |              |
| Ori Olimpici (0)      |              |
| WTA Finals (2)        |              |
| WTA Elite Trophy (0)  |              |
| Dal 2009 al 2020      | Dal 2021     |
| Premier Mandatory (1) | WTA 1000 (0) |
| Premier 5 (3)         | WTA 1000 (0) |
| Premier (4)           | WTA 500 (0)  |
| International (9)     | WTA 250 (3)  |

| N.  | Data              | Torneo                                              | Superficie      | Compagno             | Avversarie in finale                  | Punteggio              |
| 1.  | 12 agosto 2012    | Canadian Open, Montréal                             | Cemento         | Klaudia Jans-Ignacik | Nadia Petrova Katarina Srebotnik      | 7-5, 2-6, [10-7]       |
| 2.  | 16 settembre 2012 | Bell Challenge, Québec                              | Sintetico (i)   | Tatjana Malek        | Alicja Rosolska Heather Watson        | 7-6(5), 6(6)-7, [10-7] |
| 3.  | 23 febbraio 2013  | Cellular South Cup, Memphis                         | Cemento (i)     | Galina Voskoboeva    | Johanna Larsson Sofia Arvidsson       | 7-6(5), 6-3            |
| 4.  | 7 aprile 2013     | Family Circle Cup, Charleston                       | Terra verde     | Lucie Šafářová       | Andrea Hlaváčková Liezel Huber        | 6-3, 7-6(6)            |
| 5.  | 4 maggio 2013     | Estoril Open, Oeiras                                | Terra rossa     | Chan Hao-ching       | Darija Jurak Katalin Marosi           | 7-6(3), 6-2            |
| 6.  | 13 luglio 2013    | Internazionali Femminili di Palermo, Palermo        | Terra rossa     | Katarzyna Piter      | Karolína Plíšková Kristýna Plíšková   | 6-1, 5-7, [10-8]       |
| 7.  | 13 ottobre 2013   | HP Open, Osaka                                      | Cemento         | Flavia Pennetta      | Samantha Stosur Shuai Zhang           | 6-4, 6-3               |
| 8.  | 1º marzo 2014     | Abierto Mexicano Telcel, Acapulco                   | Cemento         | Galina Voskoboeva    | Petra Cetkovská Iveta Melzer          | 6-3, 2-6, [10-5]       |
| 9.  | 21 febbraio 2015  | Dubai Tennis Championships, Dubai                   | Cemento         | Tímea Babos          | Garbiñe Muguruza Carla Suárez Navarro | 6-3, 6-2               |
| 10. | 1º maggio 2015    | Grand Prix SAR La Princesse Lalla Meryem, Marrakech | Terra rossa     | Tímea Babos          | Laura Siegemund Maryna Zanevs'ka      | 6-1, 7-6(5)            |
| 11. | 17 maggio 2015    | Internazionali d'Italia, Roma                       | Terra rossa     | Tímea Babos          | Martina Hingis Sania Mirza            | 6-4, 6-3               |
| 12. | 8 agosto 2015     | Washington Open, Washington                         | Cemento         | Belinda Bencic       | Lara Arruabarrena Andreja Klepač      | 7-5, 7-6(7)            |
| 13. | 10 aprile 2016    | Volvo Car Open, Charleston                          | Terra verde     | Caroline Garcia      | Bethanie Mattek-Sands Lucie Šafářová  | 6-2, 7-5               |
| 14. | 24 aprile 2016    | Porsche Tennis Grand Prix, Stoccarda                | Terra rossa (i) | Caroline Garcia      | Martina Hingis Sania Mirza            | 2-6, 6-1, [10-6]       |
| 15. | 7 maggio 2016     | Madrid Open, Madrid                                 | Terra rossa     | Caroline Garcia      | Martina Hingis Sania Mirza            | 6-4, 6-4               |
| 16. | 5 giugno 2016     | Open di Francia, Parigi                             | Terra rossa     | Caroline Garcia      | Ekaterina Makarova Elena Vesnina      | 6-3, 2-6, 6-4          |
| 17. | 26 gennaio 2018   | Australian Open, Melbourne                          | Cemento         | Tímea Babos          | Ekaterina Makarova Elena Vesnina      | 6-4, 6-3               |
| 18. | 24 giugno 2018    | Nature Valley Classic, Birmingham                   | Erba            | Tímea Babos          | Elise Mertens Demi Schuurs            | 4-6, 6-3, [10-8]       |
| 19. | 28 ottobre 2018   | WTA Finals, Singapore                               | Cemento (i)     | Tímea Babos          | Barbora Krejčíková Kateřina Siniaková | 6-4, 7-5               |
| 20. | 28 aprile 2019    | Istanbul Cup, Istanbul                              | Terra rossa     | Tímea Babos          | Alexa Guarachi Sabrina Santamaria     | 6-1, 6-0               |
| 21. | 9 giugno 2019     | Open di Francia, Parigi (2)                         | Terra rossa     | Tímea Babos          | Duan Yingying Zheng Saisai            | 6-2, 6-3               |
| 22. | 3 novembre 2019   | WTA Finals, Shenzhen (2)                            | Cemento (i)     | Tímea Babos          | Hsieh Su-wei Barbora Strýcová         | 6-1, 6-3               |
| 23. | 31 gennaio 2020   | Australian Open, Melbourne (2)                      | Cemento         | Tímea Babos          | Hsieh Su-wei Barbora Strýcová         | 6-2, 6-1               |
| 24. | 11 ottobre 2020   | Open di Francia, Parigi (3)                         | Terra rossa     | Tímea Babos          | Alexa Guarachi Desirae Krawczyk       | 6-4, 7-5               |
| 25. | 5 giugno 2022     | Open di Francia, Parigi (4)                         | Terra rossa     | Caroline Garcia      | Cori Gauff Jessica Pegula             | 2-6, 6-3, 6-2          |
| 26. | 16 luglio 2022    | Ladies Open Lausanne, Losanna                       | Terra rossa     | Olga Danilović       | Ulrikke Eikeri Tamara Zidanšek        | w/o                    |
| 27. | 25 settembre 2022 | Hana Bank Korea Open, Seul                          | Cemento         | Yanina Wickmayer     | Asia Muhammad Sabrina Santamaria      | 6-3, 6-2               |
| 28. | 9 ottobre 2022    | Jasmin Open, Monastir                               | Cemento         | Kateřina Siniaková   | Miyu Katō Angela Kulikov              | 6-2, 6-0               |

#### Sconfitte (18)
| Legenda               | Legenda      |
| --------------------- | ------------ |
| Grande Slam (5)       |              |
| Argenti Olimpici (0)  |              |
| WTA Finals (0)        |              |
| WTA Elite Trophy (0)  |              |
| Dal 2009 al 2020      | Dal 2021     |
| Premier Mandatory (2) | WTA 1000 (1) |
| Premier 5 (1)         | WTA 1000 (1) |
| Premier (4)           | WTA 500 (2)  |
| International (3)     | WTA 250 (0)  |

| N.  | Data              | Torneo                                              | Superficie    | Compagno            | Avversarie in finale                   | Punteggio           |
| 1.  | 12 giugno 2011    | Danish Open, Copenaghen                             | Sintetico (i) | Katarzyna Piter     | Johanna Larsson Jasmin Wöhr            | 3-6, 3-6            |
| 2.  | 28 aprile 2013    | Grand Prix SAR La Princesse Lalla Meryem, Marrakech | Terra rossa   | Petra Martić        | Tímea Babos Mandy Minella              | 3-6, 1-6            |
| 3.  | 4 gennaio 2014    | Brisbane International, Brisbane                    | Cemento       | Galina Voskoboeva   | Anastasija Rodionova Alla Kudrjavceva  | 3-6, 1-6            |
| 4.  | 2 febbraio 2014   | Open GDF Suez, Parigi                               | Cemento (i)   | Tímea Babos         | Anna-Lena Grönefeld Květa Peschke      | 7-6(7), 4-6, [5-10] |
| 5.  | 20 giugno 2014    | Topshelf Open, S'Hertogenbosch                      | Erba          | Michaëlla Krajicek  | Marina Eraković Arantxa Parra Santonja | 6-0, 6(5)-7, [8-10] |
| 6.  | 5 luglio 2014     | Torneo di Wimbledon, Londra                         | Erba          | Tímea Babos         | Sara Errani Roberta Vinci              | 1-6, 3-6            |
| 7.  | 17 agosto 2014    | Cincinnati Open, Cincinnati                         | Cemento       | Tímea Babos         | Raquel Kops-Jones Abigail Spears       | 1-6, 0-2 rit.       |
| 8.  | 15 gennaio 2016   | Apia International Sydney, Sydney                   | Cemento       | Caroline Garcia     | Martina Hingis Sania Mirza             | 6-1, 5-7, [5-10]    |
| 9.  | 20 gennaio 2016   | Dubai Tennis Championships, Dubai                   | Cemento       | Caroline Garcia     | Chuang Chia-jung Darija Jurak          | 4-6, 4-6            |
| 10. | 11 settembre 2016 | US Open, New York                                   | Cemento       | Caroline Garcia     | Bethanie Mattek-Sands Lucie Šafářová   | 6-2, 6(5)-7, 4-6    |
| 11. | 9 ottobre 2016    | China Open, Pechino                                 | Cemento       | Caroline Garcia     | Bethanie Mattek-Sands Lucie Šafářová   | 4-6, 4-6            |
| 12. | 12 maggio 2018    | Madrid Open, Madrid                                 | Terra rossa   | Tímea Babos         | Ekaterina Makarova Elena Vesnina       | 6-2, 4-6, [8-10]    |
| 13. | 9 settembre 2018  | US Open, New York (2)                               | Cemento       | Tímea Babos         | Ashleigh Barty Coco Vandeweghe         | 6-3, 6(2)-7, 6(6)-7 |
| 14. | 25 gennaio 2019   | Australian Open, Melbourne                          | Cemento       | Tímea Babos         | Samantha Stosur Zhang Shuai            | 3-6, 4-6            |
| 15. | 16 maggio 2021    | Internazionali d'Italia, Roma                       | Terra rossa   | Markéta Vondroušová | Sharon Fichman Giuliana Olmos          | 6-4, 5-7, [5-10]    |
| 16. | 12 gennaio 2024   | Adelaide International, Adelaide                    | Cemento       | Caroline Garcia     | Beatriz Haddad Maia Taylor Townsend    | 5-7, 3-6            |
| 17. | 6 settembre 2024  | US Open, New York (3)                               | Cemento       | Zhang Shuai         | Ljudmyla Kičenok Jeļena Ostapenko      | 4-6, 3-6            |
| 18. | 8 febbraio 2025   | Mubadala Abu Dhabi Open, Abu Dhabi                  | Cemento       | Zhang Shuai         | Jeļena Ostapenko Ellen Perez           | 2-6, 1-6            |

### Doppio misto

#### Vittorie (3)
| Tornei del Grande Slam  |
| ----------------------- |
| Australian Open (2)     |
| Open di Francia (0)     |
| Torneo di Wimbledon (1) |
| US Open (0)             |
| Ori Olimpici (0)        |

| N. | Data            | Torneo                         | Superficie | Compagno      | Avversari in finale         | Punteggio     |
| 1. | 7 luglio 2013   | Torneo di Wimbledon, Londra    | Erba       | Daniel Nestor | Bruno Soares Lisa Raymond   | 5-7, 6-2, 8-6 |
| 2. | 26 gennaio 2014 | Australian Open, Melbourne     | Cemento    | Daniel Nestor | Horia Tecău Sania Mirza     | 6-3, 6-2      |
| 3. | 27 gennaio 2022 | Australian Open, Melbourne (2) | Cemento    | Ivan Dodig    | Jaimee Fourlis Jason Kubler | 6-3, 6-4      |

#### Sconfitte (2)
| Tornei del Grande Slam  |
| ----------------------- |
| Australian Open (1)     |
| Open di Francia (1)     |
| Torneo di Wimbledon (0) |
| US Open (0)             |
| Argenti Olimpici (0)    |

| N. | Data             | Torneo                     | Superficie  | Compagno      | Avversari in finale             | Punteggio        |
| 1. | 6 giugno 2013    | Open di Francia, Parigi    | Terra rossa | Daniel Nestor | František Čermák Lucie Hradecká | 6-1, 4-6, [6-10] |
| 2. | 1º febbraio 2015 | Australian Open, Melbourne | Cemento     | Daniel Nestor | Leander Paes Martina Hingis     | 4-6, 3-6         |

## Circuito WTA 125

### Singolare

#### Vittorie (1)
| N. | Data            | Torneo                         | Superficie    | Avversaria in finale | Punteggio |
| 1. | 4 novembre 2012 | OEC Taipei Ladies Open, Taipei | Sintetico (i) | Chang Kai-chen       | 6-4, 6-3  |

#### Sconfitte (2)
| N. | Data             | Torneo                            | Superficie  | Avversaria in finale | Punteggio   |
| 1. | 9 novembre 2014  | Open GDF Suez de Limoges, Limoges | Cemento (i) | Tereza Smitková      | 6(4)-7, 5-7 |
| 2. | 26 dicembre 2021 | Hana Bank Korea Open, Seul        | Cemento (i) | Zhu Lin              | 0-6, 4-6    |

### Doppio

#### Vittorie (3)
| N. | Data            | Torneo                         | Superficie    | Compagno            | Avversarie in finale            | Punteggio        |
| 1. | 4 novembre 2012 | OEC Taipei Ladies Open, Taipei | Sintetico (i) | Chan Hao-ching      | Chang Kai-chen Vol'ha Havarcova | 5-7, 6-2, [10-8] |
| 2. | 14 maggio 2022  | Trophee Lagardère, Parigi      | Terra rossa   | Beatriz Haddad Maia | Oksana Kalašnikova Miyu Katō    | 5-7, 6-4, [10-4] |
| 3. | 9 novembre 2024 | Cali Open, Cali                | Terra rossa   | Veronika Erjavec    | Tara Würth Katarina Zavac'ka    | 6-2, 7-6(4)      |

#### Sconfitte (3)
| N. | Data             | Torneo                            | Superficie  | Compagno        | Avversarie in finale               | Punteggio        |
| 1. | 9 novembre 2014  | Open GDF Suez de Limoges, Limoges | Cemento (i) | Tímea Babos     | Renata Voráčová Kateřina Siniaková | 6-2, 2-6, [5-10] |
| 2. | 20 aprile 2024   | Oeiras Ladies Open, Oeiras        | Terra rossa | Harriet Dart    | Francisca Jorge Matilde Jorge      | 0-6, 4-6         |
| 3. | 23 novembre 2024 | LP Open, Colina                   | Terra rossa | Léolia Jeanjean | Mayar Sherif Nina Stojanović       | w/o              |

## Fed Cup

### Vittorie (1)
| N. | Data                 | Luogo            | Superficie | Vincitrici                                                          | Finaliste                                                     | Punteggio | Dettagli     |
| 1. | 9 e 10 novembre 2019 | Perth, Australia | Cemento    | Kristina Mladenovic Caroline Garcia Pauline Parmentier Alizé Cornet | Ashleigh Barty Ajla Tomljanović Samantha Stosur Priscilla Hon | 3 a 2     | Fed Cup 2019 |

### Sconfitte (1)
| N. | Data                  | Luogo               | Superficie  | Vincitrici                                                      | Finaliste                                                           | Punteggio | Dettagli     |
| 1. | 12 e 13 novembre 2016 | Strasburgo, Francia | Terra rossa | Petra Kvitová Lucie Hradecká Karolína Plíšková Barbora Strýcová | Kristina Mladenovic Caroline Garcia Alizé Cornet Pauline Parmentier | 3 a 2     | Fed Cup 2016 |

## Hopman Cup

### Vittorie (1)
| N. | Data             | Luogo            | Superficie | Compagno        | Finalisti                 | Punteggio | Dettagli        |
| 1. | 1-7 gennaio 2017 | Perth, Australia | Cemento    | Richard Gasquet | Jack Sock CoCo Vandeweghe | 2-1       | Hopman Cup 2017 |

## Statistiche ITF

### Singolare

#### Vittorie (6)
| Torneo $100.000 (0) |
| Torneo $80.000 (0)  |
| Torneo $75.000 (0)  |
| Torneo $60.000 (2)  |
| Torneo $50.000 (1)  |
| Torneo $40.000 (0)  |
| Torneo $25.000 (3)  |
| Torneo $15.000 (0)  |
| Torneo $10.000 (0)  |

| N. | Data             | Torneo                                                       | Superficie  | Avversaria in finale | Punteggio        |
| 1. | 6 febbraio 2011  | AEGON Pro Series Sutton, Sutton                              | Cemento (i) | Mona Barthel         | 6-3, 1-6, 6-2    |
| 2. | 13 febbraio 2011 | Salk Ladies, Stoccolma                                       | Cemento (i) | Arantxa Rus          | 6-3, 6-4         |
| 3. | 19 giugno 2011   | Padova Challenge Open, Padova                                | Terra rossa | Karin Knapp          | 3-6, 6-4, 6-0    |
| 4. | 24 dicembre 2011 | Ankara Cup, Ankara                                           | Cemento (i) | Valerija Savinych    | 7–5, 5–7, 6–1    |
| 5. | 12 giugno 2022   | Internazionali Femminili di Tennis Città di Caserta, Caserta | Terra rossa | Camilla Rosatello    | 6-4, 4-6, 7-6(3) |
| 6. | 16 ottobre 2022  | Open Feu Aziz Zouhir, Monastir                               | Cemento     | Tamara Zidanšek      | 6-1, 3-6, 7-5    |

#### Sconfitte (5)
| Torneo $100.000 (1) |
| Torneo $80.000 (0)  |
| Torneo $75.000 (1)  |
| Torneo $60.000 (1)  |
| Torneo $50.000 (0)  |
| Torneo $40.000 (1)  |
| Torneo $25.000 (0)  |
| Torneo $15.000 (0)  |
| Torneo $10.000 (1)  |

| N. | Data            | Torneo                                       | Superficie  | Avversaria in finale    | Punteggio        |
| 1. | 11 aprile 2009  | Trofeo Magna Capitanata, Foggia              | Terra rossa | Anna Korzeniak          | 3-6, 1-6         |
| 2. | 3 dicembre 2011 | Al Habtoor Tennis Challenge, Dubai           | Cemento     | Noppawan Lertcheewakarn | 5–7, 4–6         |
| 3. | 23 luglio 2023  | Porto Open, Porto                            | Cemento     | Isabella Šinikova       | 4-6, 5-7         |
| 4. | 3 dicembre 2023 | Empire Women's Indoor, Trnava                | Cemento (i) | Arina Rodionova         | 6(1)-7, 7-5, 1-6 |
| 5. | 28 luglio 2024  | Figueira da Foz Ladies Open, Figueira da Foz | Cemento     | Anastasija Zacharova    | 2-6, 1-6         |

### Doppio

#### Vittorie (12)
| Torneo $100.000 (3) |
| Torneo $80.000 (0)  |
| Torneo $75.000 (0)  |
| Torneo $60.000 (0)  |
| Torneo $50.000 (1)  |
| Torneo $40.000 (1)  |
| Torneo $25.000 (6)  |
| Torneo $15.000 (0)  |
| Torneo $10.000 (1)  |

| N.  | Data             | Torneo                                       | Superficie    | Partner                | Rivali in finale                    | Risultato        |
| 1.  | 10 aprile 2009   | Trofeo Magna Capitanata, Foggia              | Terra rossa   | Marlot Meddens         | Anastasia Grymalska Lara Meccico    | 7-6(3), 6-0      |
| 2.  | 15 aprile 2011   | Morocco Tennis Tour - Casablanca, Casablanca | Terra rossa   | Sandra Klemenschits    | Magda Linette Katarzyna Piter       | 6–3, 3–6, [10–8] |
| 3.  | 19 giugno 2011   | Padova Challenge Open, Padova                | Terra rossa   | Katarzyna Piter        | Iryna Burjačok Réka-Luca Jani       | 6-4, 6-3         |
| 4.  | 23 ottobre 2011  | AEGON Pro Series Glasgow, Glasgow            | Cemento (i)   | Emma Laine             | Yvonne Meusburger Stephanie Vogt    | 6-2, 6-4         |
| 5.  | 6 novembre 2011  | Open GDF SUEZ Nantes Atlantique, Nantes      | Cemento (i)   | Stéphanie Foretz Gacon | Julie Coin Eva Hrdinová             | 6-0, 6-4         |
| 6.  | 13 novembre 2011 | Hart Open, Opole                             | Sintetico (i) | Naomi Broady           | Paula Kania Magda Linette           | 7-6(5), 6-4      |
| 7.  | 20 novembre 2011 | Slovak Open, Bratislava                      | Cemento (i)   | Naomi Broady           | Karolína Plíšková Kristýna Plíšková | 5–7, 6–4, [10–2] |
| 8.  | 11 dicembre 2022 | Al Habtoor Tennis Challenge, Dubai           | Cemento       | Tímea Babos            | Magdalena Fręch Kateryna Volodko    | 6-1, 6-3         |
| 9.  | 8 luglio 2023    | BICT Groep ITF The Hague, L'Aia              | Terra rossa   | Arantxa Rus            | Jasmijn Gimbrère Isabelle Haverlag  | 6-4, 6-0         |
| 10. | 21 ottobre 2023  | Shenzhen Longhua Open, Shenzhen              | Cemento       | Moyuka Uchijima        | Tímea Babos Kateryna Volodko        | 6-2, 7-5         |
| 11. | 16 marzo 2024    | ITF WTT Kaeline Pro Series, Larnaca          | Cemento       | Tena Lukas             | Francesca Curmi Cristina Dinu       | 6-4, 7-5         |
| 12. | 21 giugno 2024   | Ilkley Trophy, Ilkley                        | Erba          | Elena-Gabriela Ruse    | Quinn Gleason Tang Qianhui          | 6-2, 6-2         |

#### Sconfitte (2)
| Torneo $100.000 (1) |
| Torneo $80.000 (0)  |
| Torneo $75.000 (0)  |
| Torneo $60.000 (0)  |
| Torneo $50.000 (0)  |
| Torneo $40.000 (0)  |
| Torneo $25.000 (1)  |
| Torneo $15.000 (0)  |
| Torneo $10.000 (0)  |

| N. | Data           | Torneo                                                          | Superficie  | Partner               | Rivali in finale                  | Risultato        |
| 1. | 1º maggio 2010 | Open GDF SUEZ de Cagnes-sur-Mer Alpes-Maritimes, Cagnes-sur-Mer | Terra rossa | Stéphanie Cohen-Aloro | Mervana Jugić-Salkić Darija Jurak | 6–0, 2–6, [5–10] |
| 2. | 2 ottobre 2010 | OrtoLääkärit Open, Helsinki                                     | Cemento (i) | Julija Bejhel'zymer   | Kiki Bertens Richèl Hogenkamp     | 3-6, 5-7         |

## Grand Slam Junior

### Singolare

#### Vittorie (1)
| Tornei del Grande Slam  |
| ----------------------- |
| Australian Open (0)     |
| Open di Francia (1)     |
| Torneo di Wimbledon (0) |
| US Open (0)             |

| N. | Data          | Torneo                  | Superficie  | Avversaria in finale | Punteggio |
| 1. | 6 giugno 2009 | Open di Francia, Parigi | Terra rossa | Dar'ja Gavrilova     | 6-3, 6-2  |

#### Sconfitte (1)
| Tornei del Grande Slam  |
| ----------------------- |
| Australian Open (0)     |
| Open di Francia (0)     |
| Torneo di Wimbledon (1) |
| US Open (0)             |

| N. | Data          | Torneo                      | Superficie | Avversaria in finale    | Punteggio     |
| 1. | 4 luglio 2009 | Torneo di Wimbledon, Londra | Erba       | Noppawan Lertcheewakarn | 6-3, 3-6, 1-6 |

### Doppio

#### Sconfitte (1)
| Tornei del Grande Slam  |
| ----------------------- |
| Australian Open (0)     |
| Open di Francia (0)     |
| Torneo di Wimbledon (1) |
| US Open (0)             |

| N. | Data          | Torneo                      | Superficie | Compagna      | Avversarie in finale                | Punteggio |
| 1. | 4 luglio 2009 | Torneo di Wimbledon, Londra | Erba       | Silvia Njirić | Noppawan Lertcheewakarn Sally Peers | 1-6, 1-6  |

## Risultati in progressione
| V | F | SF | QF | #T | RR | Q# | A | ND |

(V) Torneo vinto; raggiunto (F) finale, (SF) semifinale, (QF) quarti di finale, (#T) turni 4, 3, 2, 1; (RR) round - robin; (Q#) Turno di qualificazione; (A) assente dal torneo; (ND) torneo non disputato.

### Singolare
Aggiornato a fine Abu Dhabi WTA Women's Tennis Open 2021
| Tornei del Grande Slam |                 |                 |                 |                 |                 |                 |                 |                 |                 |                 |                 |               |     |              |              |
| Australian Open        | 1T              | LQ              | LQ              | LQ              | 2T              | 1T              | 2T              | 3T              | 1T              | 1T              | 1T              | 1T            |     | 0 / 9        | 4–9          |
| Roland Garros          | 1T              | 1T              | 1T              | 1T              | 2T              | 3T              | 3T              | 3T              | QF              | 1T              | 2T              | 1T            |     | 0 / 12       | 12–12        |
| Wimbledon              | A               | A               | A               | 1T              | 1T              | 1T              | 3T              | 1T              | 2T              | 3T              | 2T              | ND            |     | 0 / 8        | 6–8          |
| US Open                | 1T              | A               | LQ              | 3T              | 2T              | 1T              | QF              | 2T              | 1T              | 2T              | 2T              | 2T            |     | 0 / 10       | 11-10        |
| Vittorie-sconfitte     | 0–3             | 0–1             | 0–1             | 2–3             | 3–4             | 2–4             | 9-4             | 5–4             | 5–4             | 3–4             | 3-4             | 1-3           |     | 0 / 39       | 33–39        |
| Giochi Olimpici        |                 |                 |                 |                 |                 |                 |                 |                 |                 |                 |                 |               |     |              |              |
| Giochi Olimpici        | Non disputati   | Non disputati   | Non disputati   | A               | Non disputati   | Non disputati   | Non disputati   | 2T              | Non disputati   | Non disputati   | Non disputati   | Non disputati |     | 0 / 1        | 1-1          |
| Tornei di fine anno    |                 |                 |                 |                 |                 |                 |                 |                 |                 |                 |                 |               |     |              |              |
| WTA Finals             | Non qualificata | Non qualificata | Non qualificata | Non qualificata | Non qualificata | Non qualificata | Non qualificata | Non qualificata | Non qualificata | Non qualificata | Non qualificata | ND            |     | 0 / 0        | 0-0          |
| WTA Elite Trophy       | Non qualificata | Non qualificata | Non qualificata | Non qualificata | Non qualificata | Non qualificata | Non qualificata | Non qualificata | RR              | Non qualificata | Non qualificata | ND            |     | 0 / 1        | 0-2          |
| Tornei a squadre       |                 |                 |                 |                 |                 |                 |                 |                 |                 |                 |                 |               |     |              |              |
| Fed Cup                | A               | A               | A               | A               | A               | A               | SF              | F               | QF              | SF              | V               | ND            |     | 1 / 5        | 11-8         |
| WTA 1000               |                 |                 |                 |                 |                 |                 |                 |                 |                 |                 |                 |               |     |              |              |
| Doha                   | A               | A               | A               | Q1              | A               | 1T              | NP5             | 1T              | NP5             | 2T              | NP5             | 1T            |     | 0 / 4        | 1-4          |
| Dubai                  | A               | A               | A               | NP5             | A               | NP5             | A               | NP5             | 3T              | NP5             | 3T              | NP5           |     | 0 / 2        | 2-2          |
| Indian Wells           | A               | A               | A               | A               | 1T              | 2T              | 1T              | 1T              | SF              | 3T              | 2T              | ND            |     | 0 / 7        | 9-7          |
| Miami                  | A               | A               | A               | A               | 2T              | 2T              | 3T              | 2T              | 2T              | 2T              | 1T              | ND            |     | 0 / 7        | 7-7          |
| Madrid                 | A               | A               | A               | A               | 2T              | 1T              | Q1              | 1T              | F               | 3T              | 2T              | ND            |     | 0 / 6        | 9-6          |
| Roma                   | A               | A               | A               | A               | 1T              | Q2              | 2T              | 1T              | 1T              | 1T              | QF              | A             |     | 0 / 6        | 4-6          |
| Toronto/Montréal       | A               | A               | A               | Q1              | 1T              | Q2              | 1T              | 1T              | 1T              | 1T              | 1T              | ND            |     | 0 / 6        | 0-6          |
| Cincinnati             | A               | A               | A               | A               | 1T              | Q1              | 2T              | 2T              | 1T              | 3T              | Q1              | 2T            |     | 0 / 6        | 5-6          |
| Tokyo                  | A               | A               | A               | A               | 1T              | Non Premier 5   | Non Premier 5   | Non Premier 5   | Non Premier 5   | Non Premier 5   | Non Premier 5   | Non Premier 5 |     | 0 / 1        | 0-1          |
| Wuhan                  | Non Premier 5   | Non Premier 5   | Non Premier 5   | Non Premier 5   | Non Premier 5   | Q1              | 3T              | 2T              | 1T              | 1T              | 1T              | ND            |     | 0 / 5        | 3-5          |
| Pechino                | A               | A               | A               | A               | 1T              | Q1              | 1T              | 2T              | 1T              | 1T              | 2T              | ND            |     | 0 / 6        | 2-6          |
| WTA 500                |                 |                 |                 |                 |                 |                 |                 |                 |                 |                 |                 |               |     |              |              |
| Abu Dhabi              | Non disputato   | Non disputato   | Non disputato   | Non disputato   | Non disputato   | Non disputato   | Non disputato   | Non disputato   | Non disputato   | Non disputato   | Non disputato   | Non disputato | 1T  | 0 / 1        | 0-1          |
| Brisbane               | A               | A               | A               | Q2              | A               | 1T              | A               | 1T              | A               | 1T              | 1T              | Q2            | ND  | 0 / 4        | 0-4          |
| Sydney                 | A               | A               | A               | Q2              | A               | A               | 1T              | 1T              | A               | 1T              | Q1              | A             | ND  | 0 / 3        | 0-3          |
| St. Petersburg         | A               | A               | A               | A               | A               | A               | A               | 1T              | V               | F               | 1T              | 1T            |     | 1 / 5        | 8-4          |
| Charleston             | A               | A               | A               | Q1              | 1T              | A               | A               | 2T              | A               | A               | A               | ND            |     | 0 / 2        | 1-2          |
| Stoccarda              | A               | A               | A               | A               | A               | A               | A               | 1T              | F               | 1T              | A               | ND            |     | 0 / 3        | 4-3          |
| Birmingham             | A               | A               | A               | A               | 3T              | 1T              | SF              | A               | QF              | 2T              | 1T              | ND            |     | 0 / 6        | 9-6          |
| Eastbourne             | A               | A               | A               | A               | A               | A               | A               | QF              | 3T              | 2T              | A               | ND            |     | 0 / 3        | 6-3          |
| San Jose               | A               | A               | A               | A               | A               | A               | A               | A               | A               | 1T              | A               | ND            |     | 0 / 1        | 0-1          |
| Zhengzhou              | Non Premier     | Non Premier     | Non Premier     | Non Premier     | Non Premier     | Non Premier     | Non Premier     | Non Premier     | Non Premier     | Non Premier     | SF              | ND            |     | 0 / 1        | 3-1          |
| Tokyo                  | Non Premier     | Non Premier     | Non Premier     | Non Premier     | Non Premier     | A               | 1T              | A               | 1T              | 1T              | 1T              | ND            |     | 0 / 4        | 0-4          |
| Mosca                  | A               | A               | A               | A               | A               | 2T              | 2T              | 2T              | 2T              | 2T              | SF              | ND            |     | 0 / 6        | 8-6          |
| Statistiche            |                 |                 |                 |                 |                 |                 |                 |                 |                 |                 |                 |               |     |              |              |
| Tornei Giocati         | 4               | 2               | 1               | 7               | 25              | 25              | 23              | 27              | 29              | 27              | 28              | 9             | 1   | 184          | 184          |
| Titoli–Finali          | 0-0             | 0-0             | 0-0             | 1-1             | 0-0             | 0-1             | 0-1             | 0-2             | 1-3             | 0-1             | 0-0             | 0-0           | 0-0 | 2-8          | 2-8          |
| Vittorie-Sconfitte     | 0-4             | 1-2             | 0-1             | 10-6            | 21-25           | 35-25           | 34-23           | 31-27           | 42-28           | 22-27           | 31-27           | 9-10          | 0-1 | 242-212      | 242-212      |
| Vinte %                | 0%              | 33%             | 0%              | 67%             | 46%             | 58%             | 52%             | 53%             | 61%             | 45%             | 54%             | 47%           | 0%  | 53,30%       | 53,30%       |
| Ranking di fine anno   | 202             | 354             | 183             | 76              | 56              | 81              | 29              | 42              | 11              | 44              | 40              | 50            |     | $ 11.790.915 | $ 11.790.915 |

### Doppio
| Australian Open      | A               | A               | A               | A               | 3T              | 1T              | 2T              | 2T            | 3T            | SF            | V             | F             | V             | A   | 2 / 9             | 27–7              |
| Roland Garros        | 1T              | 1T              | 1T              | 2T              | 2T              | QF              | 3T              | 2T            | V             | 3T            | QF            | V             | V             |     | 3 / 13            | 31–10             |
| Wimbledon            | A               | A               | A               | A               | 2T              | 2T              | F               | SF            | QF            | QF            | QF            | SF            | ND            |     | 0 / 8             | 24–8              |
| US Open              | A               | A               | A               | A               | 2T              | 3T              | 1T              | 3T            | 2T            | 3T            | F             | QF            | 2T            |     | 0 / 9             | 21–9              |
| Vittorie-Sconfitte   | 0–1             | 0–1             | 0–1             | 1–1             | 5–4             | 6–4             | 8–4             | 8–4           | 12–3          | 11–4          | 17–3          | 18–3          | 13-1          |     | 5 / 38            | 103–34            |
| Giochi Olimpici      |                 |                 |                 |                 |                 |                 |                 |               |               |               |               |               |               |     |                   |                   |
| Giochi Olimpici      | A               | Non disputati   | Non disputati   | Non disputati   | 1T              | Non disputati   | Non disputati   | Non disputati | 1T            | Non disputati | Non disputati | Non disputati |               |     | 0 / 2             | 0-2               |
| Torneo di fine anno  |                 |                 |                 |                 |                 |                 |                 |               |               |               |               |               |               |     |                   |                   |
| WTA Finals           | Non qualificata | Non qualificata | Non qualificata | Non qualificata | Non qualificata | Non qualificata | Non qualificata | RR            | SF            | NQ            | V             | V             |               |     | 2 / 4             | 10-4              |
| WTA 1000             |                 |                 |                 |                 |                 |                 |                 |               |               |               |               |               |               |     |                   |                   |
| Doha                 | A               | A               | A               | A               | QF              | A               | 1T              | NP5           | 2T            | NP5           | QF            | NP5           | SF            |     | 0 / 5             | 7-5               |
| Dubai                | A               | A               | A               | A               | NP5             | A               | NP5             | V             | NP5           | QF            | NP5           | 2T            | A             |     | 1 / 3             | 8-2               |
| Indian Wells         | A               | A               | A               | A               | 1T              | 1T              | 2T              | 1T            | A             | QF            | SF            | 1T            | ND            |     | 0 / 7             | 6-7               |
| Miami                | A               | A               | A               | A               | A               | 1T              | 1T              | SF            | 1T            | QF            | 1T            | 1T            | ND            |     | 0 / 7             | 5-7               |
| Madrid               | A               | A               | A               | A               | A               | SF              | 1T              | SF            | V             | 1T            | F             | A             | ND            |     | 1 / 6             | 15-5              |
| Roma                 | A               | A               | A               | A               | A               | 2T              | 2T              | V             | QF            | 1T            | QF            | A             | A             |     | 1 / 6             | 11-5              |
| Toronto/Montréal     | A               | A               | A               | A               | V               | 1T              | 1T              | SF            | QF            | 1T            | QF            | A             | ND            |     | 1 / 7             | 13-6              |
| Cincinnati           | A               | A               | A               | A               | A               | 1T              | F               | QF            | 2T            | 2T            | QF            | QF            | ND            |     | 0 / 7             | 12-7              |
| Tokyo                | A               | A               | A               | A               | A               | 1T              | Non Premier 5   | Non Premier 5 | Non Premier 5 | Non Premier 5 | Non Premier 5 | Non Premier 5 | Non Premier 5 |     | 0 / 1             | 0-1               |
| Wuhan                | Non Premier 5   | Non Premier 5   | Non Premier 5   | Non Premier 5   | Non Premier 5   | Non Premier 5   | 2T              | 2T            | 2T            | A             | QF            | A             | ND            |     | 0 / 4             | 5-4               |
| Pechino              | A               | A               | A               | A               | A               | QF              | SF              | QF            | F             | A             | QF            | QF            | ND            |     | 0 / 6             | 14-6              |
| Statistiche          |                 |                 |                 |                 |                 |                 |                 |               |               |               |               |               |               |     |                   |                   |
| Tornei Giocati       | 1               | 1               | 2               | 5               | 13              | 22              | 24              | 23            | 20            | 13            | 17            | 14            | 5             | 0   | 162               | 162               |
| Titoli–Finali        | 0-0             | 0-0             | 0-0             | 0-1             | 3-3             | 5-6             | 1-7             | 4-4           | 4-8           | 0-0           | 3-5           | 3-4           | 2-2           | 0-0 | 25-40             | 25-40             |
| Vittorie-Sconfitte   | 0-1             | 0-1             | 1-2             | 6-5             | 21-10           | 36-17           | 36-23           | 46-19         | 47-15         | 20-13         | 47-14         | 34-11         | 18-3          | 0-0 | 309-134           | 309-134           |
| Vinte %              | 0%              | 0%              | 33%             | 55%             | 68%             | 68%             | 61%             | 71%           | 76%           | 61%           | 77%           | 76%           | 86%           |     | 69,75%            | 69,75%            |
| Ranking di fine anno | N/A             | 530             | 270             | 100             | 28              | 19              | 17              | 9             | 2             | 26            | 3             | 2             | 3             |     | Best ranking n° 1 | Best ranking n° 1 |

### Doppio misto
| Tornei del Grande Slam     |               |               |               |               |     |               |               |               |     |               |               |               |               |  |        |       |
| Australian Open, Melbourne | A             | A             | A             | A             | A   | A             | V             | F             | A   | A             | A             | 2T            | A             |  | 1 / 3  | 10–2  |
| Open di Francia, Parigi    | A             | A             | 1T            | A             | A   | F             | QF            | 2T            | SF  | A             | 2T            | A             | A             |  | 0 / 6  | 11–6  |
| Wimbledon, Londra          | A             | A             | A             | A             | A   | V             | SF            | QF            | A   | A             | A             | A             | ND            |  | 1 / 3  | 10–2  |
| US Open, New York          | A             | A             | A             | A             | A   | SF            | 1T            | A             | A   | A             | A             | A             | A             |  | 0 / 2  | 3–2   |
| Vittorie-Sconfitte         | 0–0           | 0–0           | 0–1           | 0–0           | 0–0 | 12–2          | 10–3          | 7-3           | 3–1 | 0–0           | 1–1           | 1–1           | 0–0           |  | 2 / 14 | 34–12 |
| Giochi Olimpici            |               |               |               |               |     |               |               |               |     |               |               |               |               |  |        |       |
| Giochi Olimpici            | Non disputati | Non disputati | Non disputati | Non disputati | A   | Non disputati | Non disputati | Non disputati | 1T  | Non disputati | Non disputati | Non disputati | Non disputati |  | 0 / 1  | 0-1   |

## Vittorie contro giocatrici Top 10
| Stagione | 2013 | 2014 | 2015 | 2016 | 2017 | 2018 | 2019 | Totale |
| Vittorie | 1    | 2    | 2    | 1    | 5    | 1    | 5    | 17     |

| 2013 |                    |    |                                   |                 |    |                  |     |
| 1.   | Petra Kvitová      | 8  | Open GDF Suez, Parigi             | Cemento (i)     | QF | 6-3, 6-4         | 87  |
| 2014 |                    |    |                                   |                 |    |                  |     |
| 2.   | Simona Halep       | 10 | Open GDF Suez, Parigi             | Cemento (i)     | 1T | 7-6(1), 6-4      | 62  |
| 3.   | Li Na              | 2  | Open di Francia, Parigi           | Terra rossa     | 1T | 7-5, 3-6, 6-1    | 103 |
| 2015 |                    |    |                                   |                 |    |                  |     |
| 4.   | Eugenie Bouchard   | 6  | Open di Francia, Parigi           | Terra rossa     | 1T | 6-4, 6-4         | 44  |
| 5.   | Simona Halep (2)   | 3  | Birmingham Classic, Birmingham    | Erba            | QF | 2-6, 6-0, 7-6(4) | 43  |
| 2016 |                    |    |                                   |                 |    |                  |     |
| 6.   | Belinda Bencic     | 6  | Rosmalen Open, Rosmalen           | Erba            | SF | 2-6, 6-3, 6-4    | 32  |
| 2017 |                    |    |                                   |                 |    |                  |     |
| 7.   | Karolína Plíšková  | 3  | Dubai Tennis Championships, Dubai | Cemento         | 2T | 6-2, 6-4         | 31  |
| 8.   | Simona Halep (3)   | 4  | Indian Wells Open, Indian Wells   | Cemento         | 3T | 6-3, 6-3         | 26  |
| 9.   | Angelique Kerber   | 2  | Stuttgart Open, Stoccarda         | Terra rossa (i) | 1T | 6-2, 7-5         | 19  |
| 10.  | Svetlana Kuznecova | 9  | Madrid Open, Madrid               | Terra rossa     | SF | 6-4, 7-6(4)      | 17  |
| 11.  | Garbiñe Muguruza   | 5  | Open di Francia, Parigi           | Terra rossa     | 4T | 6-1, 3-6, 6-3    | 14  |
| 2018 |                    |    |                                   |                 |    |                  |     |
| 12.  | Julia Görges       | 10 | Cincinnati Open, Cincinnati       | Cemento         | 1T | 6-4, 3-2 rit.    | 57  |
| 2019 |                    |    |                                   |                 |    |                  |     |
| 13.  | Naomi Ōsaka        | 1  | Dubai Tennis Championships, Dubai | Cemento         | 2T | 6-3, 6-3         | 67  |
| 14.  | Ashleigh Barty     | 9  | Internazionali d'Italia, Roma     | Terra rossa     | 3T | 6-2, 6-3         | 63  |
| 15.  | Elina Svitolina    | 3  | Zhengzhou Open, Zhengzhou         | Cemento         | QF | 6-4, 4-6, 6-3    | 49  |
| 16.  | Kiki Bertens       | 8  | Kremlin Cup, Mosca                | Cemento (i)     | QF | 6-4, 2-6, 6-1    | 45  |
| 17.  | Ashleigh Barty (2) | 1  | Fed Cup, Perth                    | Cemento         | F  | 2-6, 6-4, 7-6(1) | 40  |